# Juste parmi les nations
Vous lisez un « bon article » labellisé en 2007.
Pour les articles homonymes, voir Juste.
« Juste parmi les nations » (en hébreu : חסיד אומות העולם, Hasid Ummot Ha-'Olam, littéralement « généreux des nations du monde ») est une expression du judaïsme tirée du Talmud (traité Baba Batra, 15 b).
En 1953, la Knesset (parlement d'Israël), en même temps qu’elle créait à Jérusalem le mémorial de Yad Vashem consacré aux victimes de la Shoah, décida d’honorer « les Justes parmi les nations qui ont mis leur vie en danger pour sauver des Juifs ». Le titre de Juste est décerné au nom de l’État d’Israël par le mémorial de Yad Vashem. Au 1er janvier 2022, 28 217 Justes parmi les nations de 51 pays ont été honorés ; la Pologne, les Pays-Bas, la France, l'Ukraine et la Belgique sont les pays dont les citoyens ont été le plus médaillés. En tout, les Justes ont sauvé des centaines de milliers de personnes.
Chaque Juste reçoit une médaille qui porte cette citation du Talmud : כל המקיים נפש אחת, כאילו קיים עולם מלא (kol hameqayem nefesh ahat, ke'ilu qayam 'olam mal, « quiconque sauve une vie sauve l'univers tout entier »).
Il s’agit actuellement de la plus haute distinction honorifique délivrée par l'État d'Israël à des civils.

## Notion de «Juste parmi les nations» dans la tradition juive

### Les lois de Noé

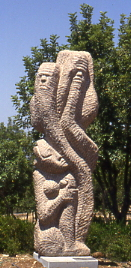
Monument aux Justes parmi les nations de Shelomo Selinger au Yad Vashem à Jérusalem.

Dans la tradition du judaïsme, la plupart des préceptes et obligations contenus dans la Torah ou dans ses commentaires s’imposent seulement aux Juifs, étant hérités de leurs ancêtres qui furent volontaires pour cette charge. Ces obligations sont détaillées dans les 613 Commandements (mitzvot) de la Torah.
Les non-Juifs ont à suivre des principes éthiques moins détaillés et beaucoup moins nombreux. Au sens large, tout non-Juif qui observe les « lois noahides », ou « sept commandements », est reconnu en tant que « Juste » (en hébreu Tsadik) et est assuré d’une récompense divine. Par exemple, dans les écritures juives, Job représente parfaitement ce type de personne, de même que Melchisédech ou même Cyrus II le Grand, tous trois non-Juifs.
D’après la Halakha,, les sept catégories d’obligations divines incombant aux non-Juifs (ou lois noahides, de Noé) sont :
1. Ne pas vénérer des idoles ;
2. Ne pas blasphémer le nom de Dieu ;
3. Instaurer des cours de Justice dans la société, qui garantissent la moralité publique ;
4. Ne pas commettre de meurtre ;
5. Ne pas commettre de vol ;
6. Ne pas commettre d’adultère ;
7. Ne pas consommer le membre d’un animal vivant (et d’une manière plus large ne pas faire souffrir les animaux).

D’autres normes sont considérées par les rabbins comme importantes, mais seules ces sept lois, supposées avoir été édictées au temps du patriarche Noé par Dieu pour toute l’humanité, sont impératives.
D’après l’enseignement rabbinique, les sociétés qui s’écartent délibérément de ces prescriptions ne survivront pas, comme le montre l’épisode biblique de Sodome et Gomorrhe. Chaque société n’est ainsi maintenue par Dieu que pour le Bien des « Justes » vivant en son sein.

### Origine
« Le terme de « juste », tsaddik en hébreu, est le plus haut titre de vertu biblique », à l'image encore de Noé qui a sauvé le genre humain et de nombreuses espèces animales.
Les hasidé ha-olam, ou « pieux des nations », nommés dans la Mishna et le Talmud, sont les non-Juifs « craignant Dieu », et, pour Maïmonide, tous ceux qui respectent les lois de Noé et se conduisent avec justice,. L’expression se retrouve dans le Zohar et dans la littérature médiévale, où sont désignés ainsi ceux qui font preuve de bienveillance à l’égard des Juifs.
Depuis le XIe siècle, le Av ha-Rahamim (« Notre Père de miséricorde ») comporte une prière pour tous les « justes du monde » (צַדִּיקֵי עולָם, tsaddiqé ha-olam).

## Création du titre de Juste parmi les nations

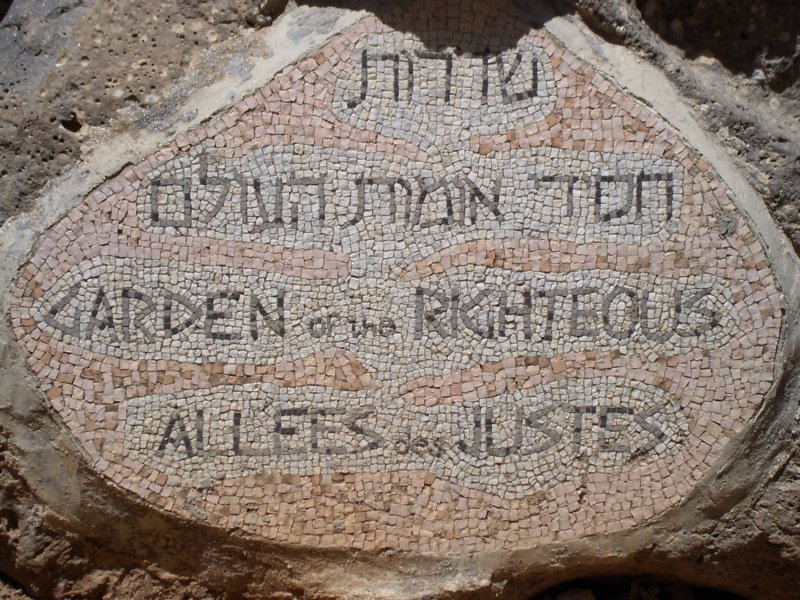
Stèle trilingue au Mémorial de Yad Vashem à Jérusalem : Allées des Justes.

### Processus de création dans l'ordre juridique israélien
Après la fin de la Seconde Guerre mondiale, dans les années 1950, prend corps en Israël la volonté de commémorer les martyrs de la Shoah. En mars 1953, le gouvernement israélien dépose à la Knesset un « projet de loi sur la commémoration des martyrs et des héros - Yad Vashem ». C’est lors de débats, par un amendement au projet, qu’est ajoutée une référence aux « Justes parmi les nations », non-Juifs qui ont risqué leur vie pour venir en aide à des Juifs. La notion de Juste entre dans le champ légal et politique par la loi du 19 août 1953, au dernier alinéa de l’article I fixant les thèmes d’action du mémorial.
Mais ce n’est qu’à partir de 1963, comme une des conséquences du procès d’Adolf Eichmann à Jérusalem qui entend faire la lumière sur les comportements pendant la guerre et distingue entre les attitudes des différents pays, institutions et communautés, ceux qui ont agi pour sauver des Juifs, que Yad Vashem enclenche une politique active d’identification de ces « Justes ».

### Signification politique de cet hommage
Yad Vashem estime que l’hommage rendu aux Justes parmi les nations revêt une signification éducative et morale :
- Israël a l’obligation éthique de reconnaître, d’honorer et de saluer, au nom du peuple juif, les non-Juifs qui, malgré les grands risques encourus pour eux-mêmes et pour leurs proches, ont aidé des Juifs à un moment où ils en avaient le plus besoin ;
- les actes des Justes prouvent qu’il était possible d’apporter au moins une aide aux Juifs. L’argument selon lequel l’appareil terroriste nazi paralysait les initiatives contraires à la politique officielle est démenti par l’action de milliers de personnes de tous les milieux et dans tous les pays, qui ont aidé les Juifs à échapper à la « Solution finale ».

### Monument au Juste inconnu
Yad Vashem a érigé un monument au Juste inconnu dans l’allée des Justes, car il est quelquefois difficile de retrouver des traces de certaines tentatives de sauvetage : les informations sont rares et l’identité du sauveteur demeure inconnue. Certains sauveteurs ont été assassinés avec leurs protégés juifs ; dans d’autres cas, personne ne s’est jamais présenté pour témoigner.

## Octroi de la distinction

### Critères de choix
Depuis 1963, une « commission d'hommage », présidée par un Juge de la Cour suprême d'Israël, a été créée pour décerner le titre de « Juste parmi les nations ».
La commission respecte des critères précis et s’appuie sur une documentation méthodique reposant principalement sur les témoignages directs. Les dossiers permettant d’établir la reconnaissance d’un Juste doivent établir, avec plusieurs témoignages concordants, des faits probants tels que :
- le fait d’avoir apporté une aide dans des situations où les Juifs étaient impuissants et menacés de mort ou de déportation vers les camps de concentration ;
- le fait d’avoir été conscient qu’en apportant cette aide, le sauveteur risquait sa vie, sa sécurité ou sa liberté personnelle, les nazis considérant l’assistance aux Juifs comme un crime ;
- le fait de n’avoir recherché aucune récompense ou compensation matérielle en contrepartie de l’aide apportée[11].

### Conséquences de ce choix

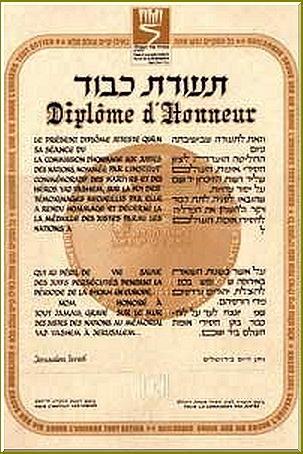
Diplôme d'honneur pour les Français.

Une personne reconnue comme un « Juste » se voit octroyer une médaille à son nom, un certificat officiel et son nom est gravé sur le « Mur d’Honneur » dans le « Jardin des Justes » à Yad Vashem. Cette inscription remplace la plantation d’un arbre faute de place dans le mémorial. Ces symboles sont remis au « Juste » ou à ses représentants lors de cérémonies publiques.
Un Juste reçoit en outre un versement mensuel au niveau du salaire moyen d’Israël. Diverses aides sanitaires et sociales lui sont accordées ainsi qu’à son époux(se). Le « Juste » qui est en difficulté - où qu’il réside - sera aidé par La « Fondation juive pour les Justes », établie à New York (États-Unis) créée à cet effet. Le Fonds Anne Frank, établi à Bâle (Suisse) prend en charge tous frais médicaux. Les « Justes » établis en Israël (57 personnes et leurs familles) reçoivent une pension d'État.
Les lois de Yad Vashem autorisent « à conférer la citoyenneté honoraire aux Justes parmi les nations et, s’ils ont disparu, la citoyenneté commémorative de l’État d’Israël en reconnaissance de leurs actions ».
Au 1er janvier 2009, 22 765 personnes, incluant les membres de la famille qui ont partagé les risques du sauvetage des Juifs, ont été reconnues Justes, représentant plus de 8 000 actions de secours authentifiées de par le monde.
La politique de Yad Vashem est de poursuivre ce programme tant que des demandes de reconnaissance étayées par des preuves lui seront transmises.
L’octroi de cette distinction doit honorer des actions incontestables, prouvées, largement individuelles hormis quelques exceptions comme le village français du Chambon-sur-Lignon, le village néerlandais de Nieuwlande, le réseau polonais d'aide aux Juifs Żegota ou la Résistance danoise. La difficulté de trouver des témoignages directs ou le caractère diffus de certaines actions réduisent le nombre des « Justes » identifiables.
Comme le précise le site de la section française de Yad Vashem, le livre des Justes ne sera jamais fermé, car nombreux sont ceux qui resteront anonymes, faute de témoignages. De plus, de nombreuses actions ont été effectuées par des réseaux très variés, des actions successives de faible portée menées par de nombreuses personnes, assistées par une très large « complicité passive ».

## Communautés ou réseaux

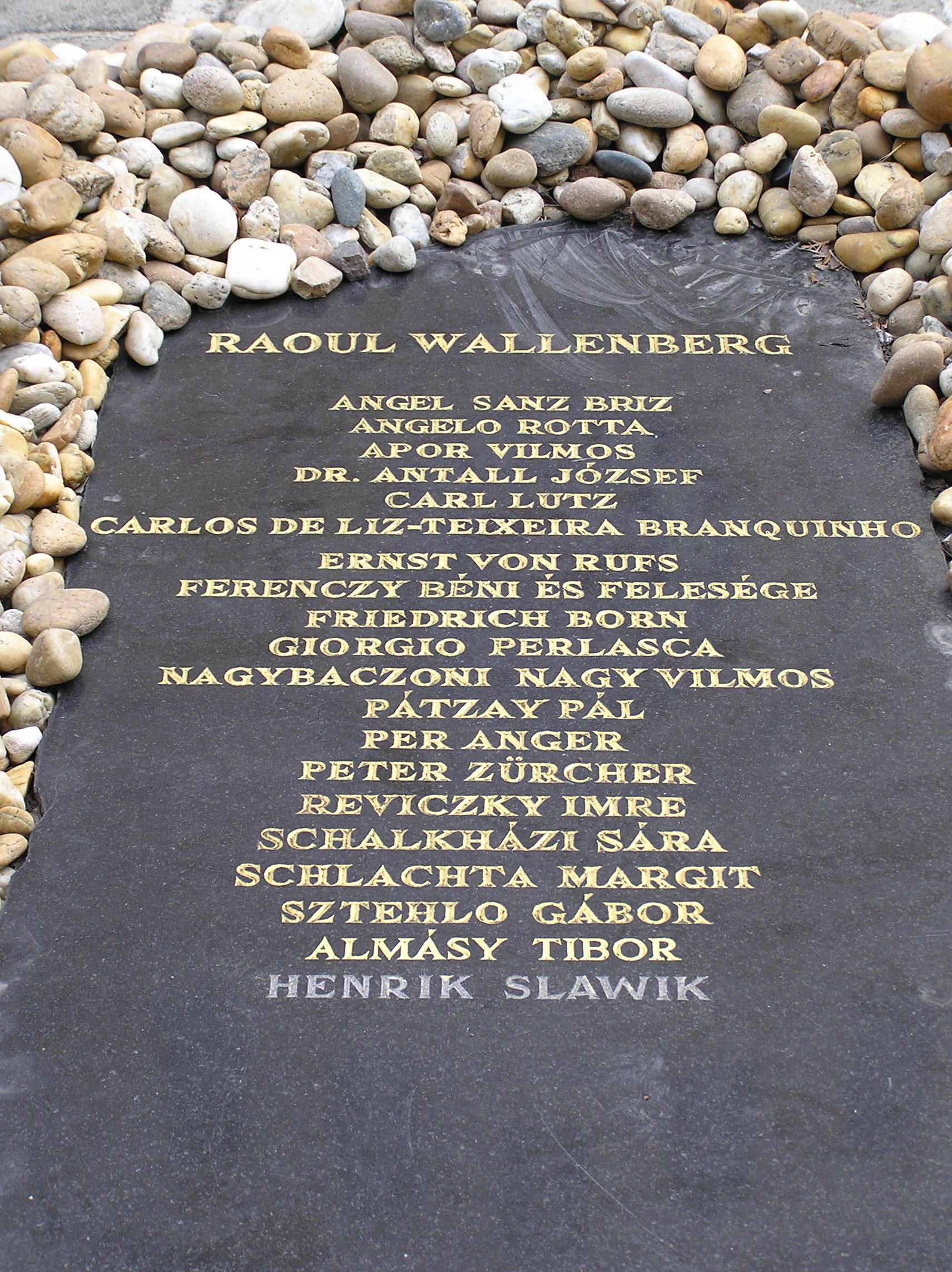
Le mémorial des Justes parmi les nations, dans le parc Raoul Wallenberg (Budapest), sur lequel sont inscrits les noms de Justes.

Aux Pays-Bas, trois groupements ont reçu l'honneur de Yad Vashem : le village de Nieuwlande ; l'ensemble des participants de la grève des 25 et 26 février 1941, entre quarante et cinquante mille personnes (ce fut la première grève contre la déportation des Juifs en Europe occupée) ; le groupe clandestin des résistants, connu comme NV (signifiant « société anonyme »), qui se consacrait au sauvetage des petites filles juives (environ deux cents, qui ont toutes survécu à la guerre).
Le « village de Justes », Le Chambon-sur-Lignon, dont la population comptait trois mille habitants à l'époque, a été honoré collectivement pour avoir sauvé entre trois et cinq mille Juifs.
Żegota (nom de code de la Commission d’aide aux Juifs (Rada Pomocy Żydom) – organisation clandestine résistante de l'Armia Krajowa active lors de la Shoah en Pologne entre 1942 et 1945) a sauvé environ 75 000 polonais et délivré plus de soixante mille fausses identités et documents pour dissimuler les Juifs dans la population. Appuyée notamment par de nombreuses communautés religieuses, elle opérait dans la Résistance intérieure sous la tutelle du Gouvernement polonais en exil.
La résistance danoise, en 1943, a mis à l’abri en Suède l’ensemble de la communauté présente au Danemark.
Le Comité de défense des Juifs, en Belgique, a assuré la protection de quatre mille enfants entre 1942 et 1944 (Andrée Geulen en est la figure la plus connue).

## Justes par pays
Au 1er janvier 2022, le nombre de Justes parmi les nations s'élève à 28 217. « Les Polonais (les plus nombreux : ils furent parmi les mieux informés sur la Shoah), les Néerlandais, les Français, les Ukrainiens et les Belges représentent plus des trois quarts des médaillés ».
Les chiffres ci-dessous tiennent compte des États actuels et non des États existant au moment des faits (Tchécoslovaquie : 688, Roumanie : 139, Yougoslavie : 314, URSS : 4 552). Par ailleurs, dans les pays où la démocratie et la liberté de l’information manquent ou ne sont apparus que récemment, les rescapés ont eu du mal à retrouver leurs sauveteurs, ceux-ci n’ont pas souvent osé rechercher les personnes qu’ils avaient aidées, et l’existence de Yad Vashem n’a été que tardivement connue, et plutôt en milieu urbain que rural.
| Pays d’origine      | Nombre de Justes | Notes |
| ------------------- | ---------------- | --- |
| Albanie             | 75               | Dont la famille Veseli. L'Albanie, pays à majorité musulmane, a sauvé la quasi-totalité de sa population juive résidente, soit environ 2 000 personnes,. |
| Allemagne           | 651              | Dont Oskar et Émilie Schindler ; le capitaine de la Wehrmacht Wilm Hosenfeld qui sauva Władysław Szpilman ; l'ingénieur Hermann Friedrich Graebe – voir la liste des Justes allemands. |
| Arménie             | 24               | Dont Ashkhen Agopyan. |
| Autriche            | 115              | Dont l'actrice Dorothea Neff. |
| Belgique            | 1787             | Dont la Reine Élisabeth et Marie Bouffa. |
| Biélorussie         | 680              | Dont Yefim Buldov. |
| Bosnie-Herzégovine  | 49               | Dont Mustafa et Zejneba Hardaga, Izet et Bachriya Hardaga ainsi qu'Ahmed Sadik. |
| Brésil              | 2                | L'agent de chancellerie à Hambourg, Aracy Guimarães Rosa, et l'ambassadeur à Berlin, Luiz Martins de Souza Dantas. |
| Bulgarie            | 20               | Dont Dimitar Pechev et Stéphane Ier (exarque bulgare). |
| Chili               | 2                | Dont Maria Errazuriz. |
| République de Chine | 2                | Le consul général à Vienne Ho Feng Shan et Pan-Jun-Shun. |
| Croatie             | 130              | Dont Ivan (Ivica) Vranetic. |
| Cuba                | 1                | Amparo (Otero) Pappo. |
| Danemark            | 22               | Dont Henry Christen et Ellen Margrethe Thomsen. La Résistance danoise veut que les personnes ayant sauvé des Juifs ne soient pas listés individuellement mais commémorés comme un seul groupe (voir par exemple Club de couture d'Elseneur). |
| Égypte              | 1                | Mohammed Helmy |
| Équateur            | 1                | Manuel Antonio Munoz Borrero |
| Espagne             | 9                | Dont le diplomate basé à Budapest Ángel Sanz Briz |
| Estonie             | 3                | Uko et Eha Masing et Polina Lentsman. |
| États-Unis          | 5                | Dont le diplomate basé à Marseille, Varian Fry, et le sous-officier Roddie Edmonds – voir la liste des Justes américains. |
| France              | 4206             | Dont le Père Jacques de Jésus (dont l'histoire est racontée dans le film Au revoir les enfants de Louis Malle), le père Jean Fleury, Hélène Duc, Georges Lauret, Germaine Ribière, Simone Tanner-Chaumet, Marc Boegner, Marie-Louise Carven ; Marius Péraudeau. Yad Vashem a aussi décerné un diplôme d'honneur aux « habitants de la commune du Chambon-sur-Lignon et des communes voisines qui se sont portés à l'aide des Juifs durant l'occupation allemande ». |
| Géorgie             | 1                | Sergueï Metreveli. |
| Grèce               | 364              | Dont la princesse Alice de Battenberg, princesse de Grèce et du Danemark. Elle est l'une des deux seules princesses européennes à avoir reçu ce titre. |
| Hongrie             | 876              | Dont Erzsebet Fajo et Gábor Sztehlo. |
| Indonésie           | 3                | Tole Madna et Mima Saina. |
| Irlande             | 1                | Mary Elizabeth Elmes. |
| Italie              | 766              | Dont Don Gaetano Tantalo, Emanuele Stablum qui cacha 52 Juifs parmi ses malades et Giorgio Perlasca, qui se fit passer pour le consul d'Espagne à Budapest. |
| Japon               | 1                | Chiune Sugihara. |
| Lettonie            | 138              | Dont Jānis et Johana Lipke. |
| Lituanie            | 924              | Dont Sofija Kymantaitė-Čiurlionienė ; les familles Rakevicius et Mozuraitis. |
| Luxembourg          | 1                | Victor Bodson, Éva Péan-Pagès. |
| Macédoine du Nord   | 10               | Dont Smiljan Cekada et Aleksandar et Blaga Todorov |
| Moldavie            | 79               | Dont la famille Zvadaskaya. |
| Monténégro          | 1                | Petar Zanković. |
| Norvège             | 68               | Dont Per Faye Hansen, Ingebjorg Sletten et des responsables du foyer des enfants juifs à Oslo. |
| Pays-Bas            | 5 982            | Dont Miep Gies, la femme qui cacha Anne Frank et sa famille ; le village de Nieuwlande (117 personnes) ; deux personnes originaires des Antilles néerlandaises ; Johan van Hulst ; Hendrika Gerritsen ; Nicolaas et Willemijn Posthumus-van der Goot ; Geertruida Wijsmuller-Meijer, qui a sauvé 10 000 enfants juifs d'Allemagne et d'Autriche. |
| Pérou               | 3                | José Maria Barreto, José Gambetta et Isabel (Zuzunaga) Weill. |
| Pologne             | 7232             | C'est le pays qui compte le plus grand nombre de victimes et le plus grand nombre (plus d'un quart) de Justes parmi les nations au monde. Parmi les plus connus : - Zofia Kossak, cofondatrice de l'organisation secrète de l'Armia Krajowa Żegota ; - Irena Sendler, qui a fait sortir 2 500 enfants juifs du ghetto de Varsovie ; - Jan Karski, courrier et émissaire du Gouvernement polonais en exil, auteur des rapports Karski, premiers rapports officiels sur la Shoah ; - Marceli Godlewski, prêtre catholique dont la paroisse se trouvait sur le terrain de ghetto de Varsovie ; - Jozef et Wiktoria Ulma, exécutés pour avoir caché des familles juives ; - Teresa Janina Kierocińska, sœur carmélite qui cacha des Juifs au sein de son couvent ; - Tadeusz Pankiewicz, qui tenait une pharmacie au cœur du ghetto de Cracovie ; - Aleksander Kamiński, chef du réseau scout résistant Szare Szeregi ; - Irena Adamowicz, cheffe scout et membre de l'Armia Krajowa. |
| Portugal            | 3                | Aristides de Sousa Mendes, Carlos Sampaio Garrido et Joaquim Carreira. |
| Tchéquie            | 125              | Dont Milena Jesenská et Milena Herbenova. |
| Roumanie            | 69               | Dont Viorica Agarici, Elisabeta Nicopoi, Constantin Karadja et Traian Popovici maire de Tchernivtsi. |
| Royaume-Uni         | 22               | Dont le major Frank Foley. |
| Russie              | 217              | Dont la famille Ivanov et Yelizaveta Kondratyeva. |
| Salvador            | 1                | Jose Arturo Castellanos |
| Serbie              | 139              | Dont Vera Arandjelovic. |
| Slovaquie           | 638              | Dont Maria Chomova et sa fille, Olga Sramkova. |
| Slovénie            | 16               | Dont Ivan Breskvar. |
| Suède               | 10               | Dont Raoul Wallenberg, diplomate suédois à Budapest, qui sauva des milliers de Juifs. |
| Suisse              | 49               | Dont Carl Lutz, diplomate à Budapest, Paul Grüninger, chef de la police de Saint-Gall et Maurice Dubois (Croix-Rouge) |
| Turquie             | 1                | Selahattin Ülkümen, consul sur l'île de Rhodes en Grèce. |
| Ukraine             | 2691             | Dont la famille Gerasimchik. |
| Vietnam             | 1                | Paul Nguyen Cong Anh. |
| Total               | 27 362           | |

## Quelques Justes parmi d'autres
Parmi les quatre mille deux cents six Justes honorés en France, différents groupes sont mis en exergue. Un dictionnaire des Justes de France, comportant plus de deux mille noms, a été publié en 2003,. L’analyse de ces noms montre une très grande diversité des conditions sociales et des métiers, avec cependant une prédominance notable de femmes (60 % des occurrences). Le premier Juste parmi les nations nommé en France en 1964 est le père Jean Fleury, connu pour son action auprès des Juifs et des Tziganes du camp de la route de Limoges,.
Quelques-uns des « Justes » plus connus montrent également qu’ils relèvent d’origine et de condition très diverses.

### Diplomates
- Aracy de Carvalho, agent de chancellerie brésilienne à Hambourg, épouse de l’écrivain João Guimarães Rosa.
- Luiz Martins de Souza Dantas, ambassadeur du Brésil en France sous le régime de Vichy.
- Henryk Sławik, homme politique et diplomate polonais, membre du PPS, qui a sauvé près de cinq mille Juifs hongrois et polonais en leur fournissant de faux passeports. Il est mort au camp de concentration de Gusen.
- Per Anger, diplomate suédois en poste à Budapest.
- Friedrich Born, diplomate suisse et délégué du Comité international de la Croix-Rouge à Budapest, qui a sauvé entre onze et quinze mille personnes.
- Chiune Sugihara, consul du Japon en Lituanie en 1940, qui a délivré des milliers de visas à des Juifs qui purent ensuite traverser l’Union soviétique et sauver leur vie.
- Varian Fry, qui, depuis Marseille, a aidé plus de deux mille Juifs et militants antinazis (en particulier des intellectuels) à gagner les États-Unis.
- Carl Lutz, vice-consul de Suisse à Budapest, qui a fourni les papiers qui permirent à soixante-deux mille Juifs d'échapper aux nazis, soit la plus vaste opération de sauvetage de la Seconde Guerre mondiale.
- Ángel Sanz Briz, diplomate espagnol, qui a sauvé environ cinq mille personnes à Budapest.
- Aristides de Sousa Mendes, consul du Portugal à Bordeaux, qui a délivré des visas, sauvant ainsi près de trente mille personnes.
- François de Vial, attaché à l’ambassade de France auprès du Saint-Siège à Rome de 1940 à 1944.
- Raoul Wallenberg, diplomate suédois, qui a sauvé environ vingt mille Juifs à Budapest.
- Ho Feng Shan, consul général de Chine à Vienne.
- Selahattin Ülkümen, consul de Turquie à Rhodes qui a sauvé les juifs de l'île pendant l'occupation allemande.

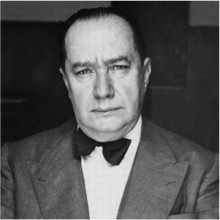
Luiz Martins de Souza Dantas (1876-1954)
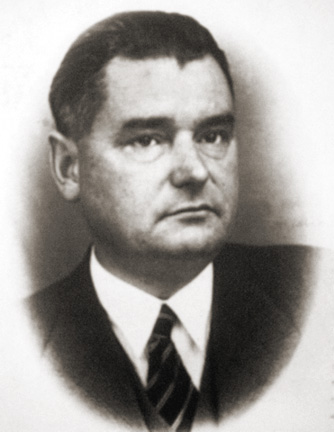
Henryk Sławik (1894-1944)
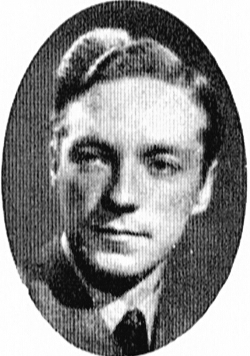
Per Anger (1913-2002)
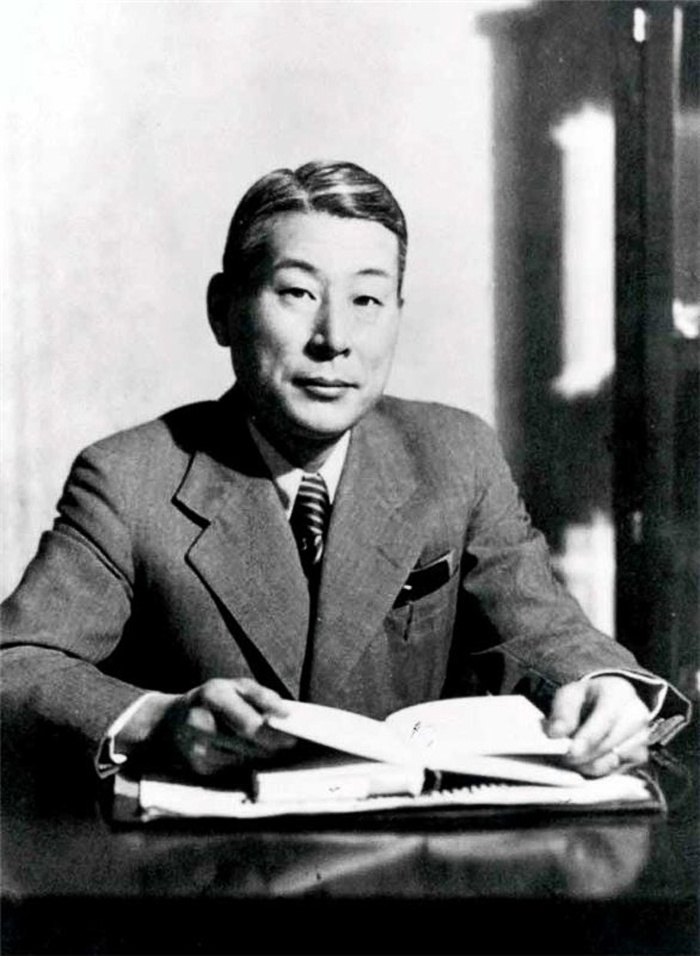
Chiune Sugihara (1900-1986)
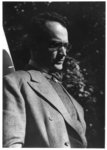
Varian Fry (1907-1967)
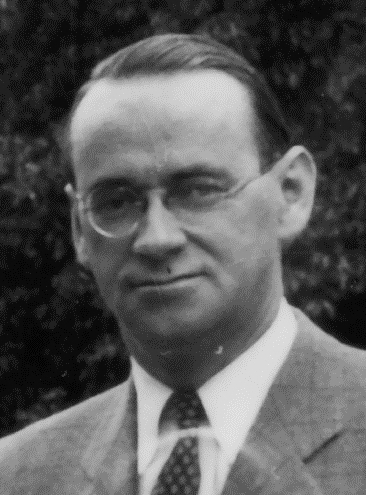
Carl Lutz (1895-1975)
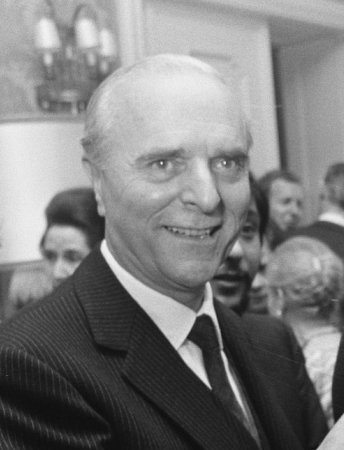
Ángel Sanz Briz (1910-1980)
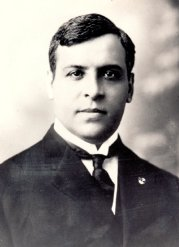
Aristides de Sousa Mendes (1885-1954)
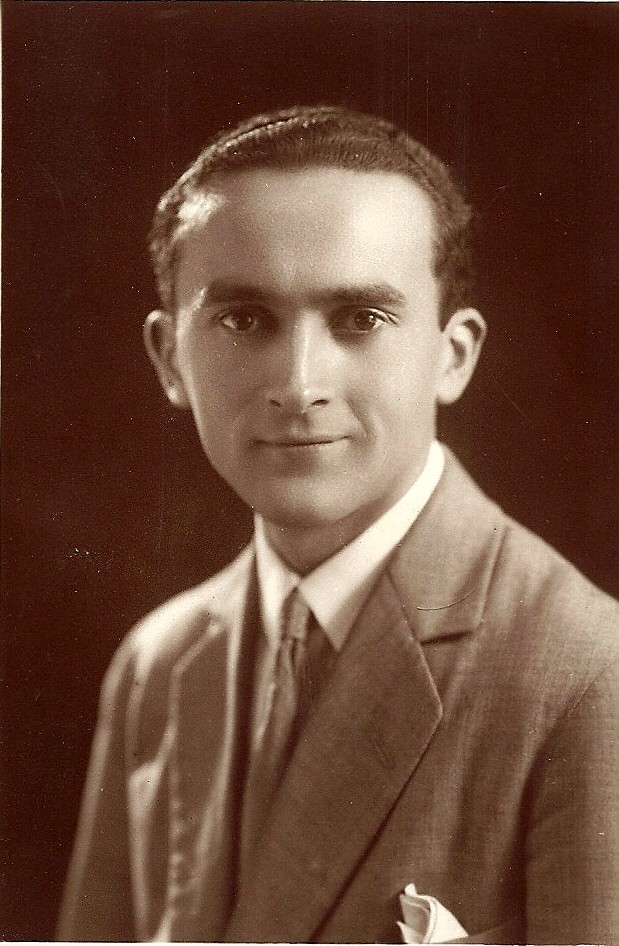
François de Vial (1904-1985)
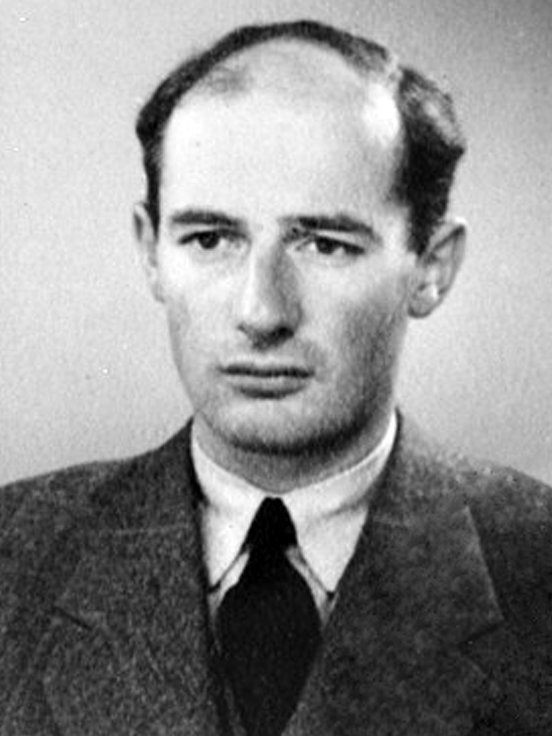
Raoul Wallenberg (1912-1947)

### Personnalités politiques
- Rémy Dumoncel, maire français et résistant mort en déportation.
- Władysław Bartoszewski, homme politique et diplomate, prisonnier du camp d'Auschwitz, membre de Front du Renouveau Polonais (pl) et de Żegota, futur ministre et sénateur polonais.
- Justin Godart, ministre, député, sénateur et maire de Lyon.
- Loukas Karrer (maire) et l'évêque Chrysostomos, à Zante
- Jan Karski, héros de la résistance polonaise qui témoigna du génocide des Juifs devant les Alliés.
- Zofia Kossak-Szczucka, écrivaine, essayiste, militante catholique et résistante polonaise, fondatrice de la Commission d'Aide aux Juifs Żegota.
- Vytautas Landsbergis, père de son homonyme, premier président de la Lituanie après la dislocation du bloc soviétique.
- Jean Lecanuet, député, sénateur, ministre et ancien maire de Rouen.
- Pierre Merli, responsable de l’Union démocratique et socialiste de la Résistance, sénateur puis député.
- Edmond Michelet, ministre, résistant-déporté.
- Olivier de Pierrebourg, député de la Creuse (1951-1973).
- Traian Popovici, maire de Czernowitz en Bucovine (1941-1942).
- Paul Ramadier, président du Conseil sous la Quatrième République (1947), et sa femme Marguerite.
- Irena Sendler, résistante polonaise qui sauva 2 500 enfants juifs du ghetto de Varsovie.
- Johan van Hulst, homme politique néerlandais.

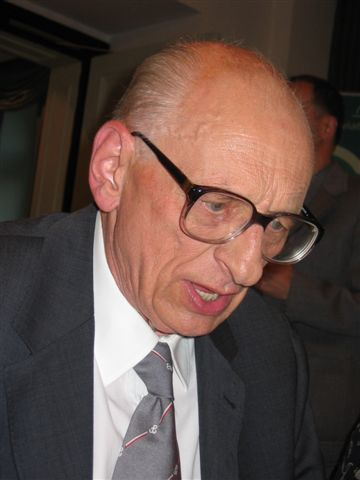
Władysław Bartoszewski (1922-2015)
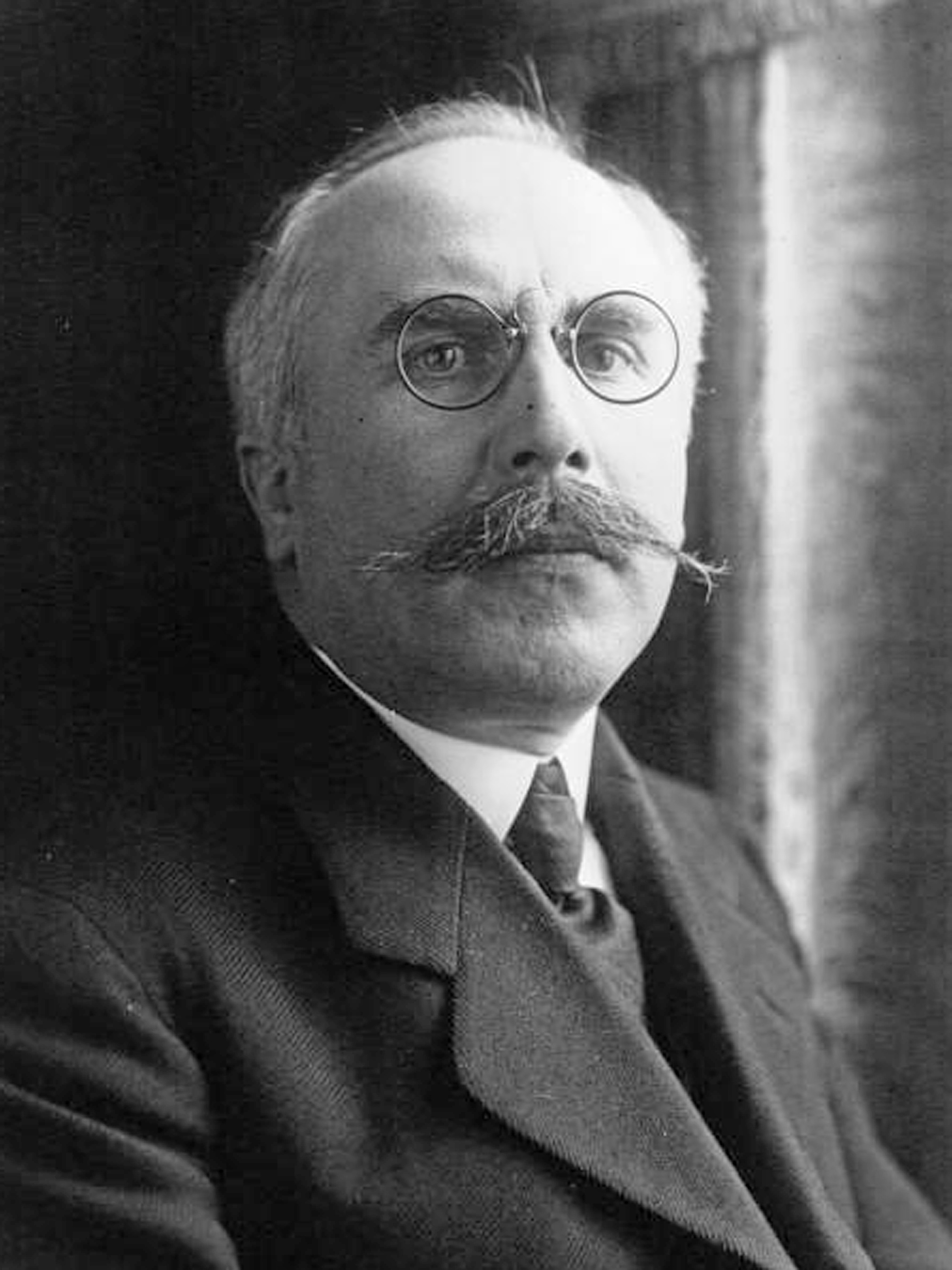
Justin Godart (1871-1956)
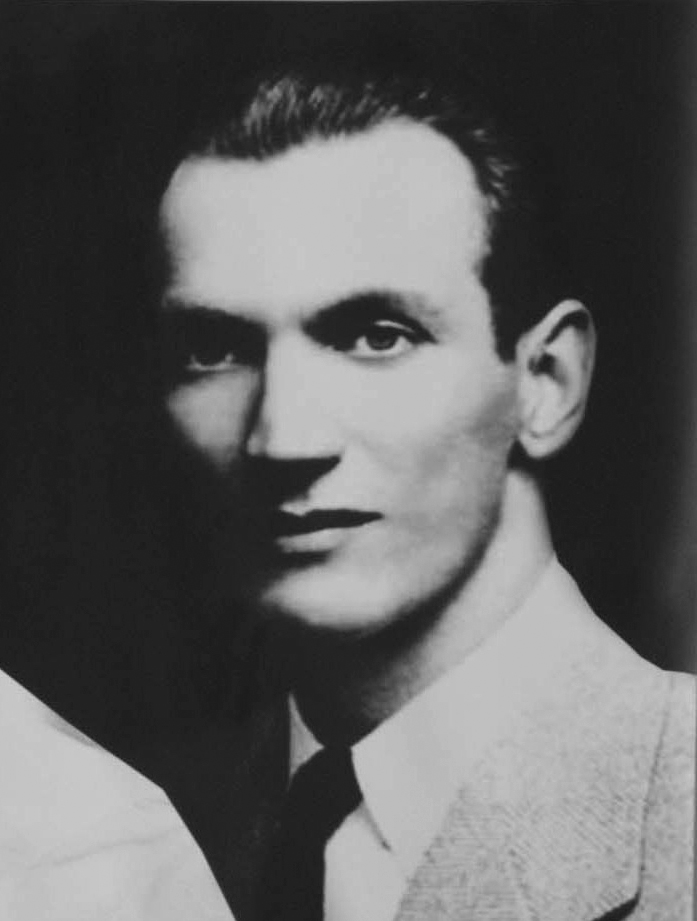
Jan Karski (1914-2000)
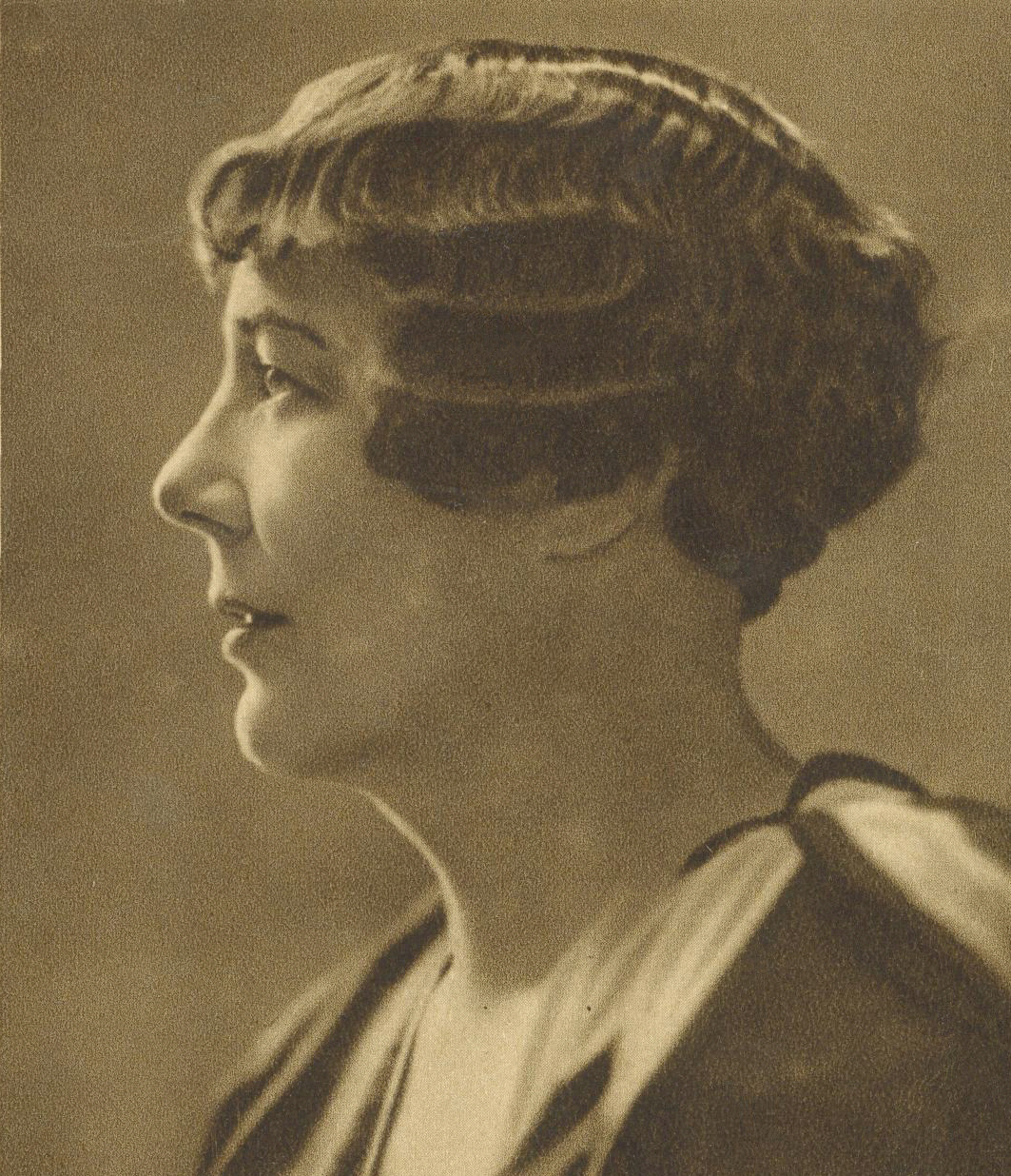
Zofia Kossak-Szczucka (1889-1968)
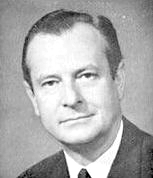
Jean Lecanuet (1920-1993)
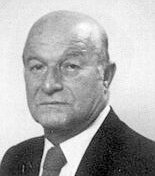
Pierre Merli (1920-2002)
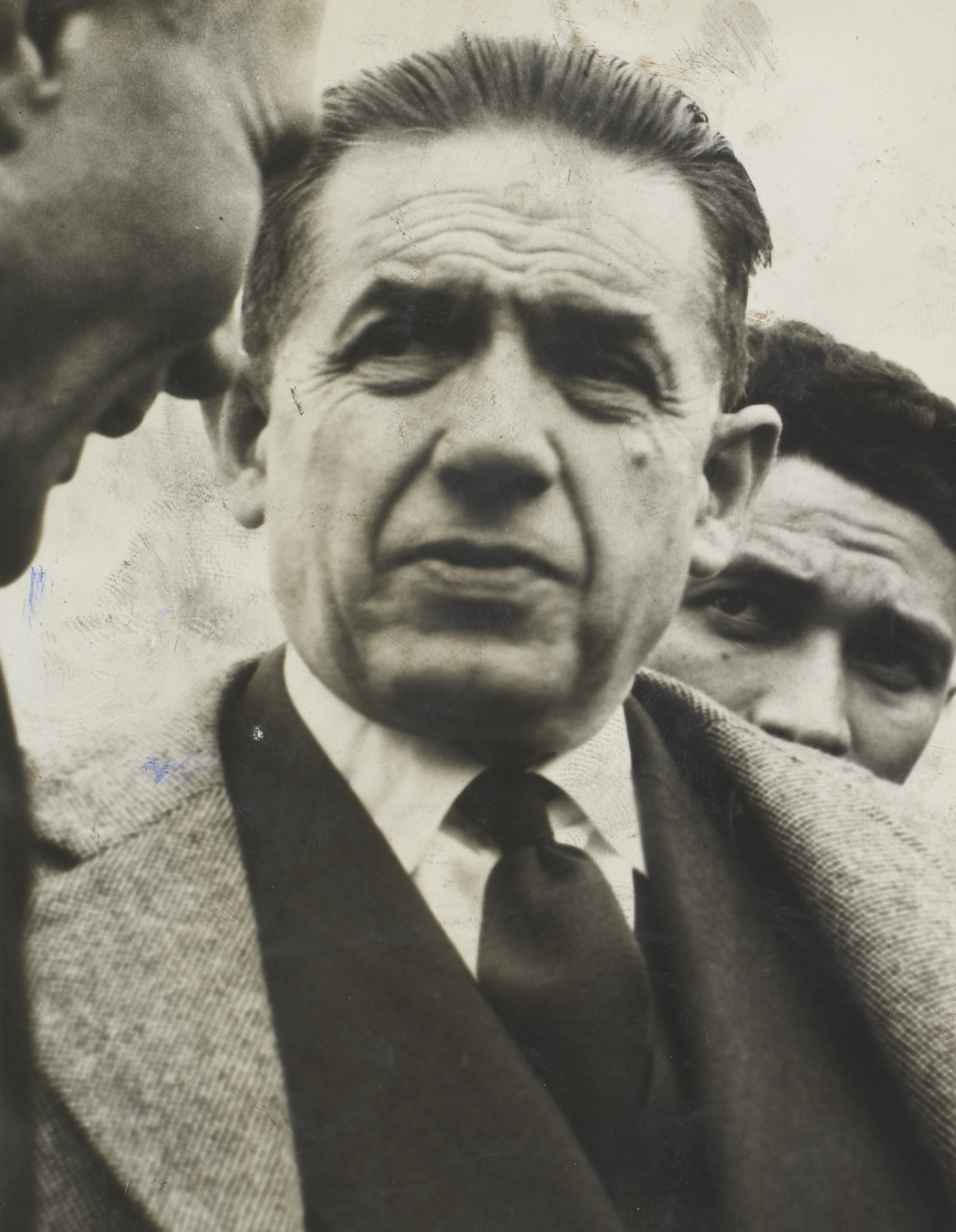
Edmond Michelet (1899-1970)
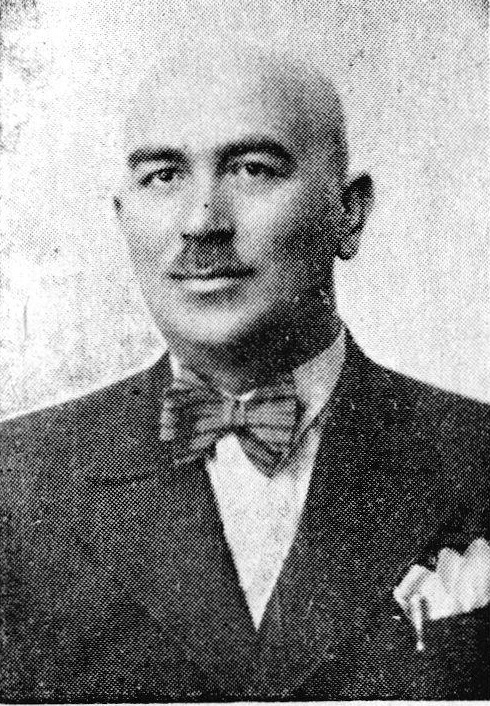
Traian Popovici (1892-1946)
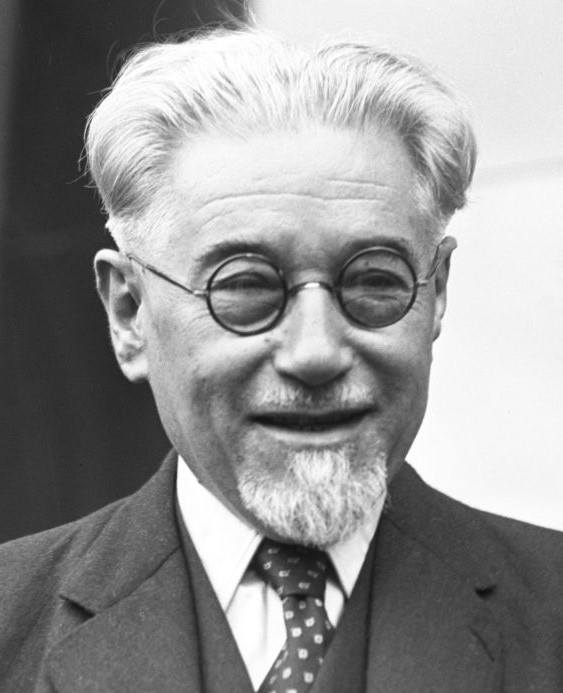
Paul Ramadier (1888-1961)
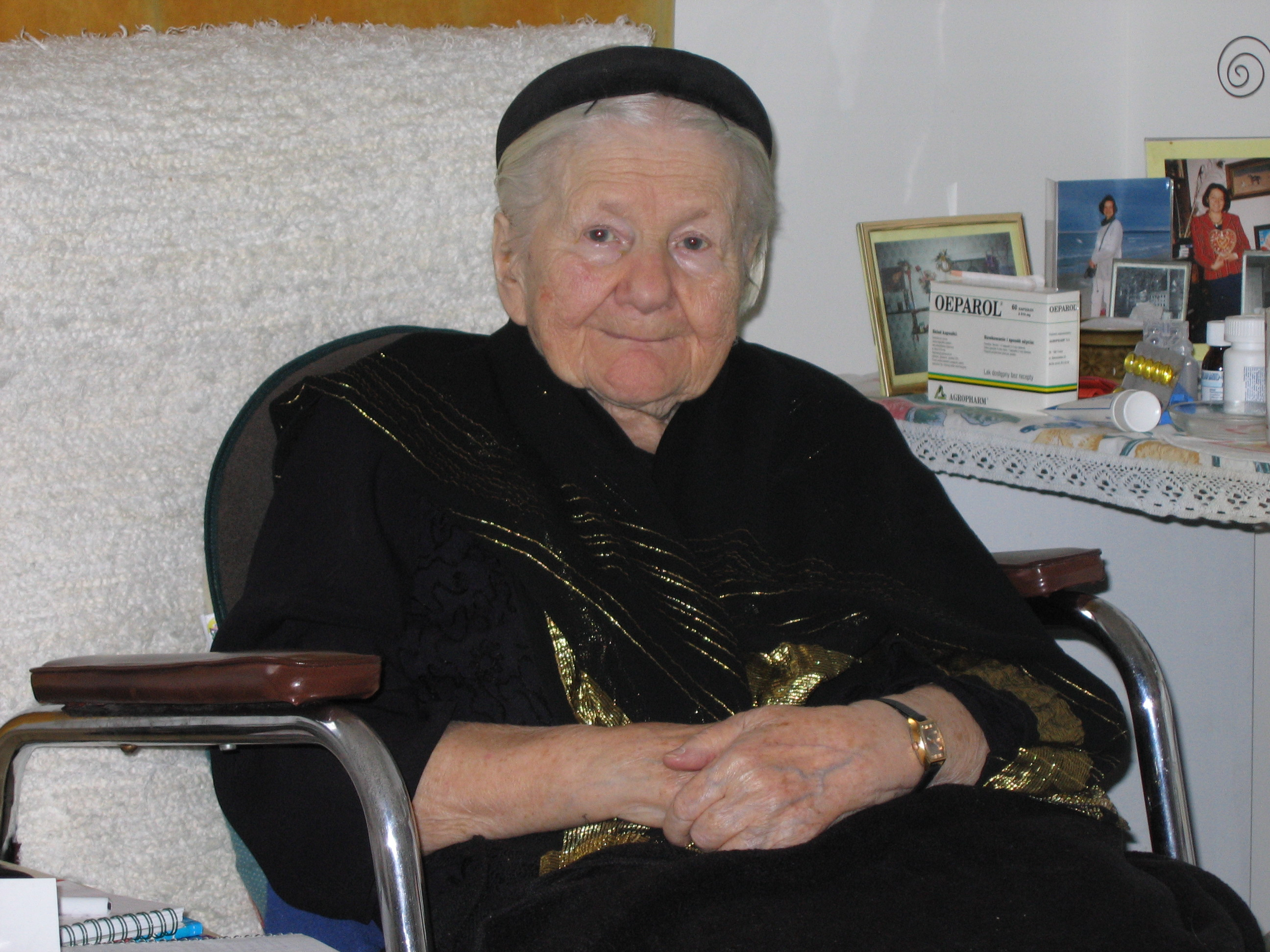
Irena Sendler (1910-2008)
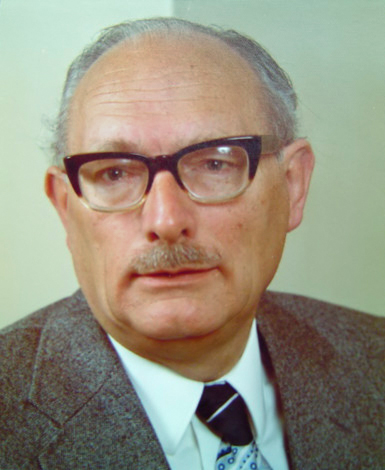
Johan van Hulst (1911-2018)

### Religieux

#### Catholiques
- L’abbé Joseph André, qui a placé de nombreux enfants juifs dans des familles rurales des environs de Namur (Belgique).
- Le père Auguste Arribat, prêtre et éducateur, vénérable.
- L’abbé Pierre Bockel, prêtre alsacien, qui a sauvé plusieurs familles juives.
- Le père Pierre Capart, jésuite belge.
- Le père Pierre Chaillet, jésuite, fondateur des Cahiers du Témoignage chrétien.
- L’abbé Antoine Corriger, curé de Chaumontel, en Val-d'Oise, qui a caché une quinzaine d’enfants et adultes juifs dans les sous-sols des locaux paroissiaux.
- Louis de Courrèges d'Ustou, évêque auxiliaire de Toulouse.
- Ettore Cunial, archevêque titulaire de Soteropolis (de).
- Le père Théomir Devaux, résistant et protecteur de Juifs dans la Sarthe.
- Le père Louis Adrien Favre, prêtre et résistant, fusillé le 16 juillet 1944 près d'Annecy.
- Le père Jean Fleury[92].
- Le père Camille Folliet, prêtre et résistant, déporté, tué par l’ennemi.
- La sœur Marie de la Genardière, religieuse[94],[95].
- La sœur Denise Bergon, religieuse, a sauvé environ quatre-vingt-quinze réfugiés juifs, dont 83 enfants à Capdenac-Gare.
- L'abbé Albert Gau, prêtre, résistant, journaliste et homme politique français;
- La sœur Matylda Getter, mère supérieure polonaise de l'ordre des Sœurs de la famille de Marie (CSFFM), qui a sauvé des enfants du ghetto de Varsovie.
- Le cardinal Pierre Gerlier, archevêque de Lyon.
- Giuseppe Girotti, prêtre dominicain italien.
- L'abbé Alexandre Glasberg, qui a sauvé plusieurs centaines de Juifs.
- L'abbé Henri Grouès, dit l'abbé Pierre, qui a permis à plusieurs dizaines de Juifs de passer en Suisse par les Alpes, lorsqu'il était vicaire à Grenoble.
- Jean Delay, évêque de Marseille.
- Le père Jean-Baptiste Janssens, jésuite belge, plus tard supérieur général des Jésuites.
- Le père Jacques de Jésus, prêtre religieux à Avon, dont l'histoire est racontée dans le film "Au revoir les enfants" de Louis Malle
- Marius Jolivet, prêtre, résistant et passeur.
- Marius Chalve, prélat de Sa Sainteté (1948) qui a sauvé notamment le Grand-rabin de Marseille Israël Salzer en lui fournissant de faux papiers pour aller en Suisse[96].
- Le père Marie-Benoît, surnommé « le père des Juifs », qui a protégé des milliers de Juifs à Marseille, Nice puis Rome.
- Jean-Joseph Moussaron, archevêque d'Albi.
- Hugh O'Flaherty, prélat irlandais au Vatican.
- Daniel Pézeril, futur évêque auxiliaire de Paris.
- Gabriel Piguet, évêque de Clermont-Ferrand.
- Pierre-Marie Puech, évêque auxiliaire d'Albi.
- Paul Rémond, évêque de Nice.
- Angelo Rotta, nonce apostolique à Budapest.
- Jules Saliège, archevêque de Toulouse.
- Pierre-Marie Théas, évêque de Montauban.
- Le cardinal Eugène Tisserant.

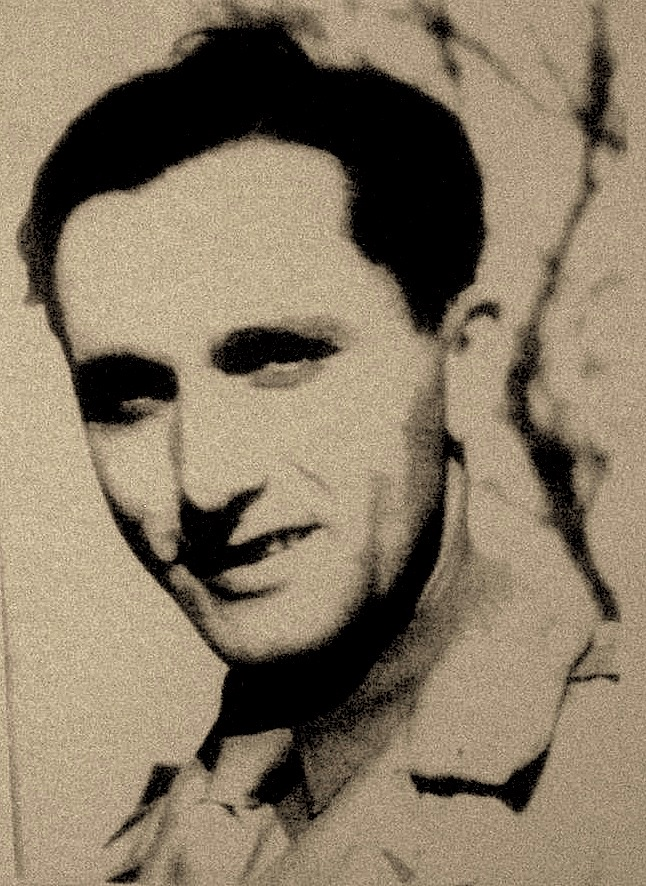
Pierre Bockel (1914-1995)
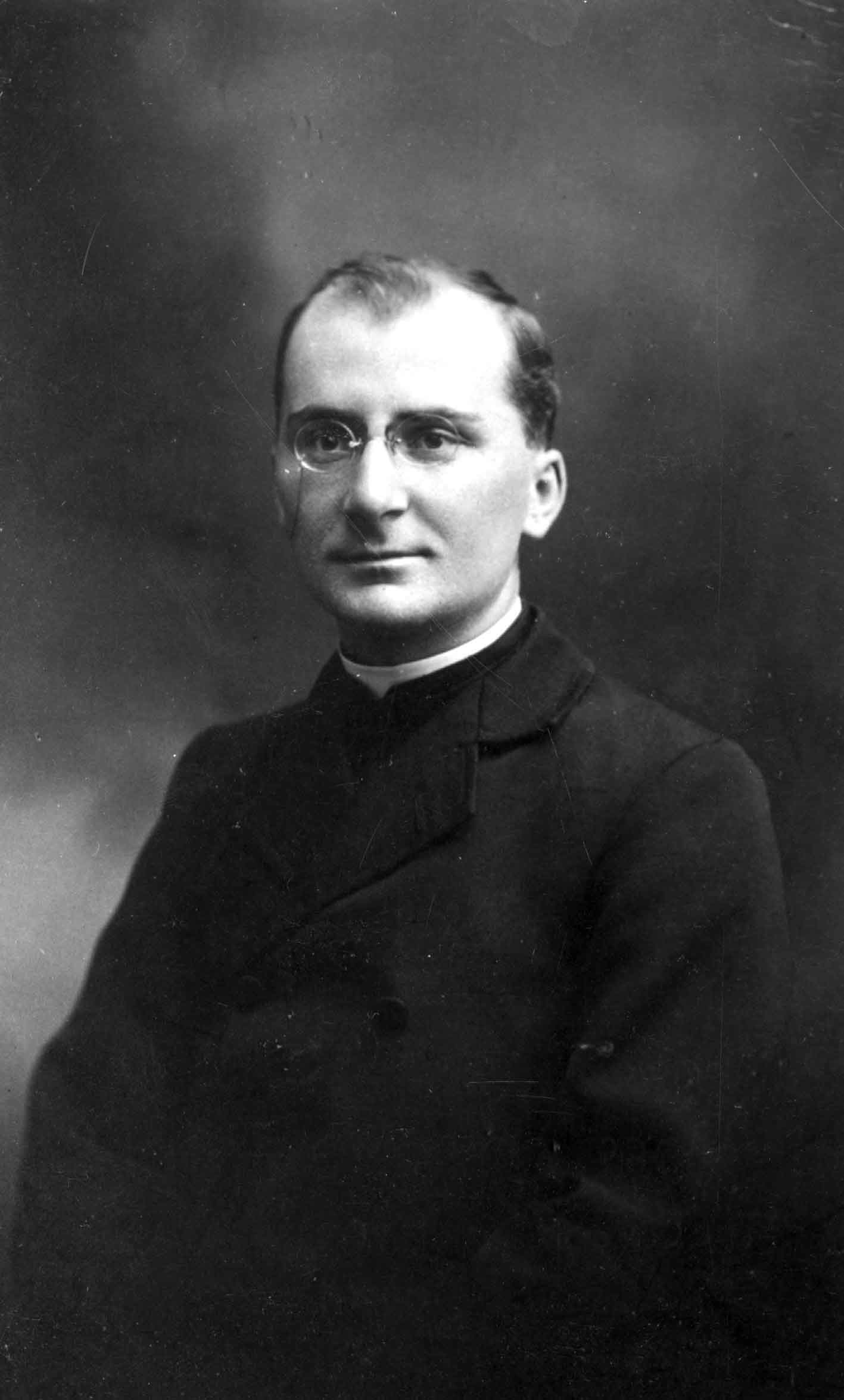
Pierre Chaillet (1900-1972)
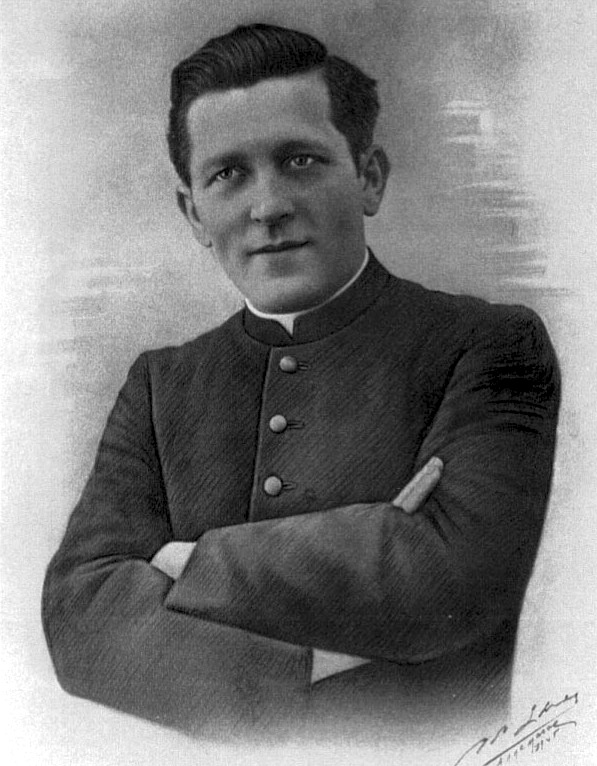
Louis Favre (1910-1944)
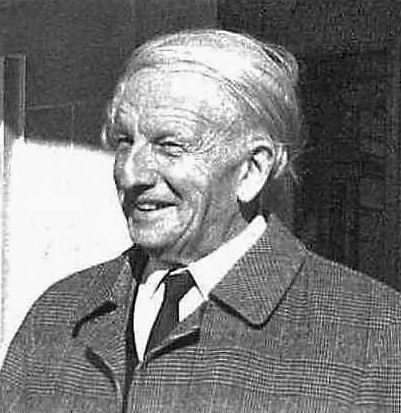
Albert Gau (1910-1993)
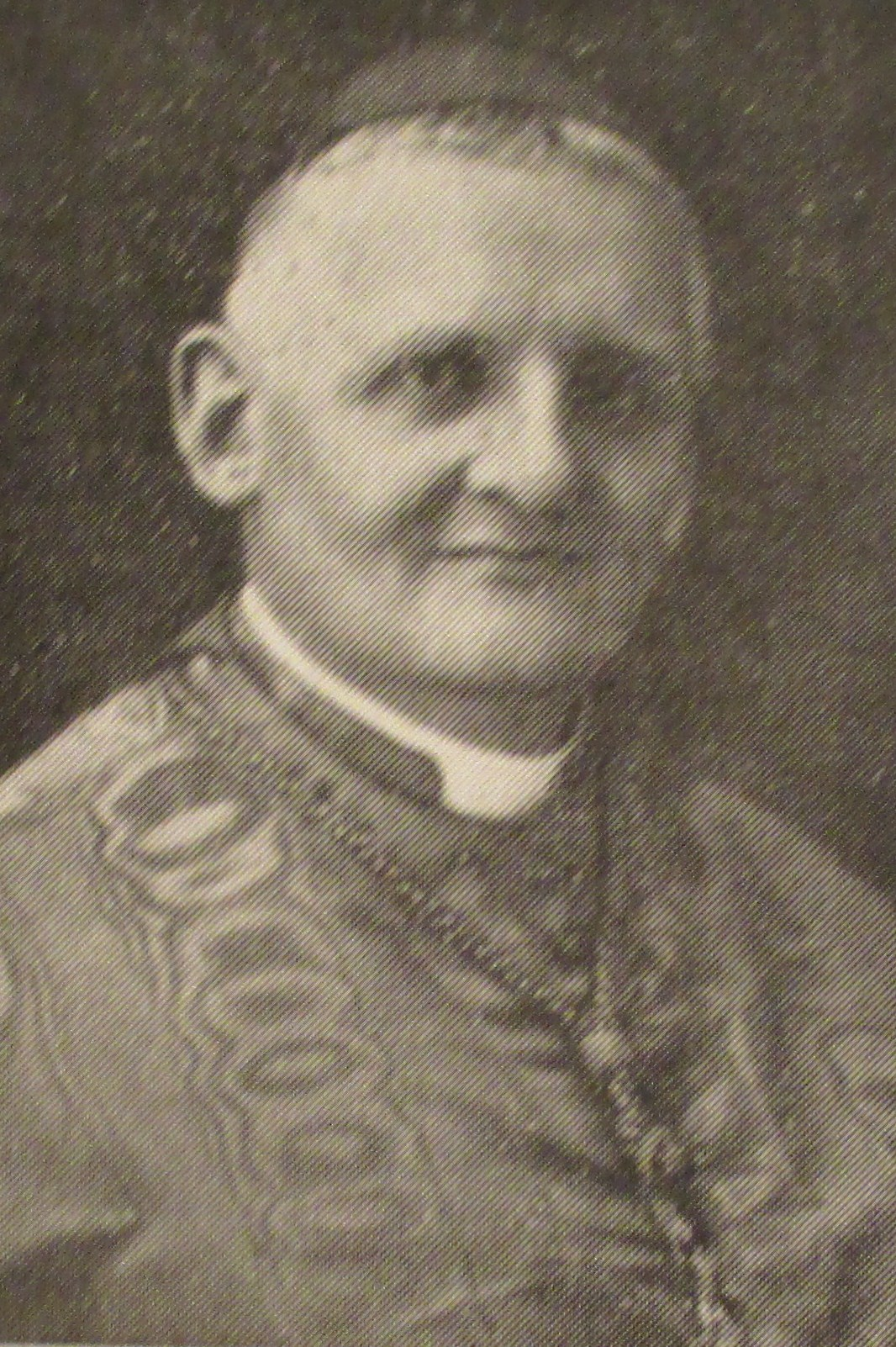
Mgr Gerlier (1880-1965)
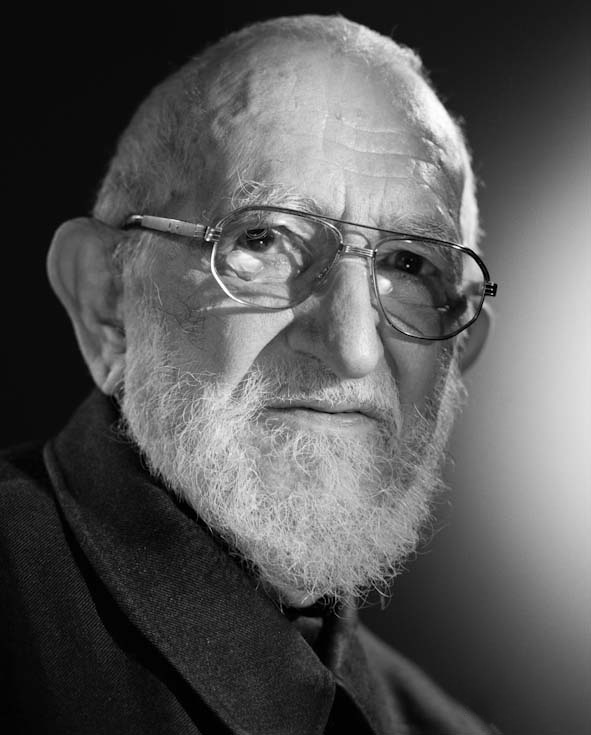
Abbé Pierre (1912-2007)
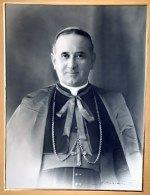
Mgr Delay (1879-1966)
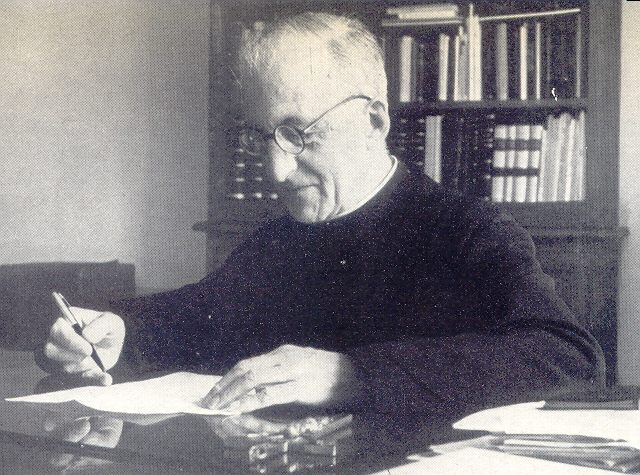
Jean-Baptiste Janssens (1889-1964)
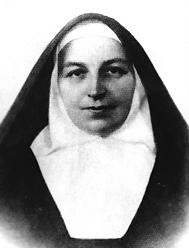
Sœur Marie-Thérèse de Saint-Joseph (1885-1946)
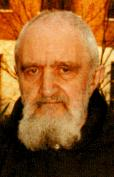
Père Marie-Benoît (1895-1990)
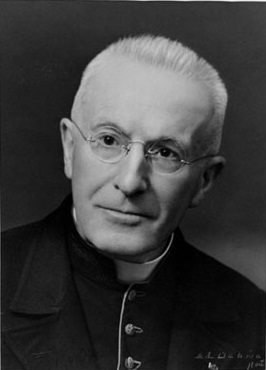
Mgr Moussaron (1877-1956)
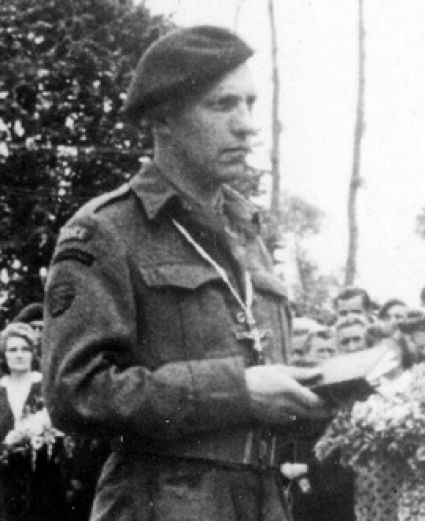
René de Naurois (1906-2006)
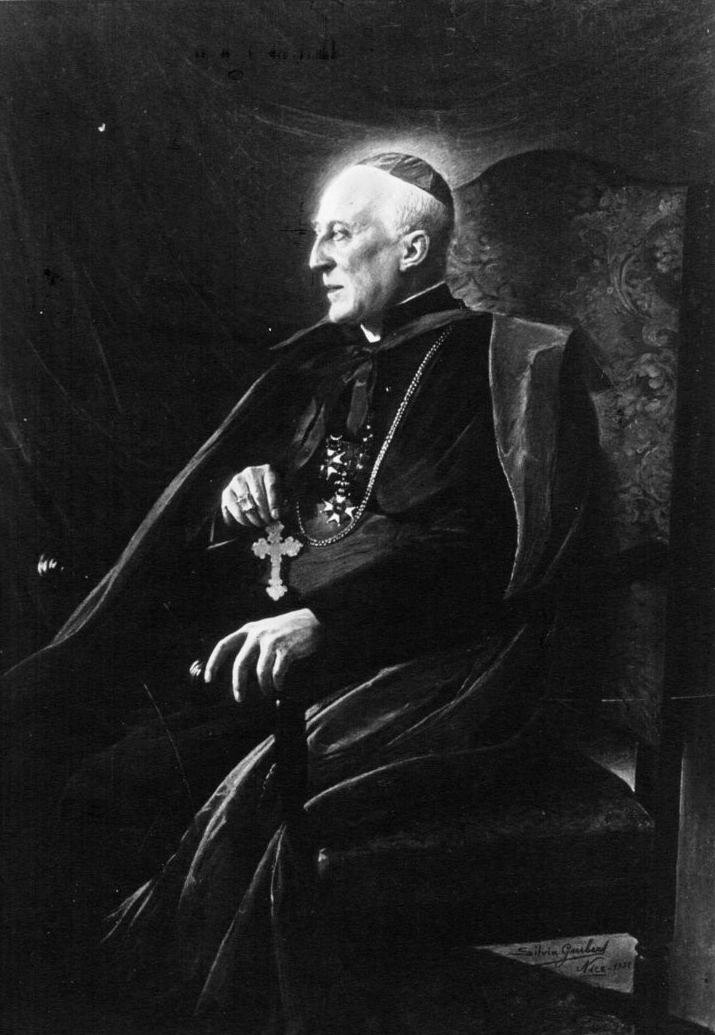
Mgr Rémond (1873-1963)
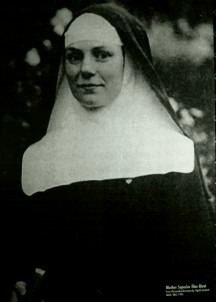
Mère Marie Elisabeth de l'Eucharistie (1890-1945)
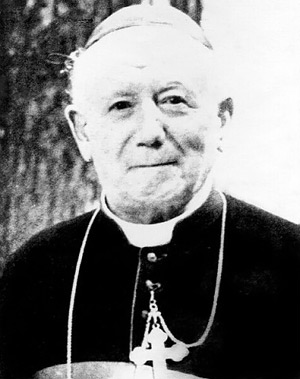
Mgr Saliège (1870-1956)
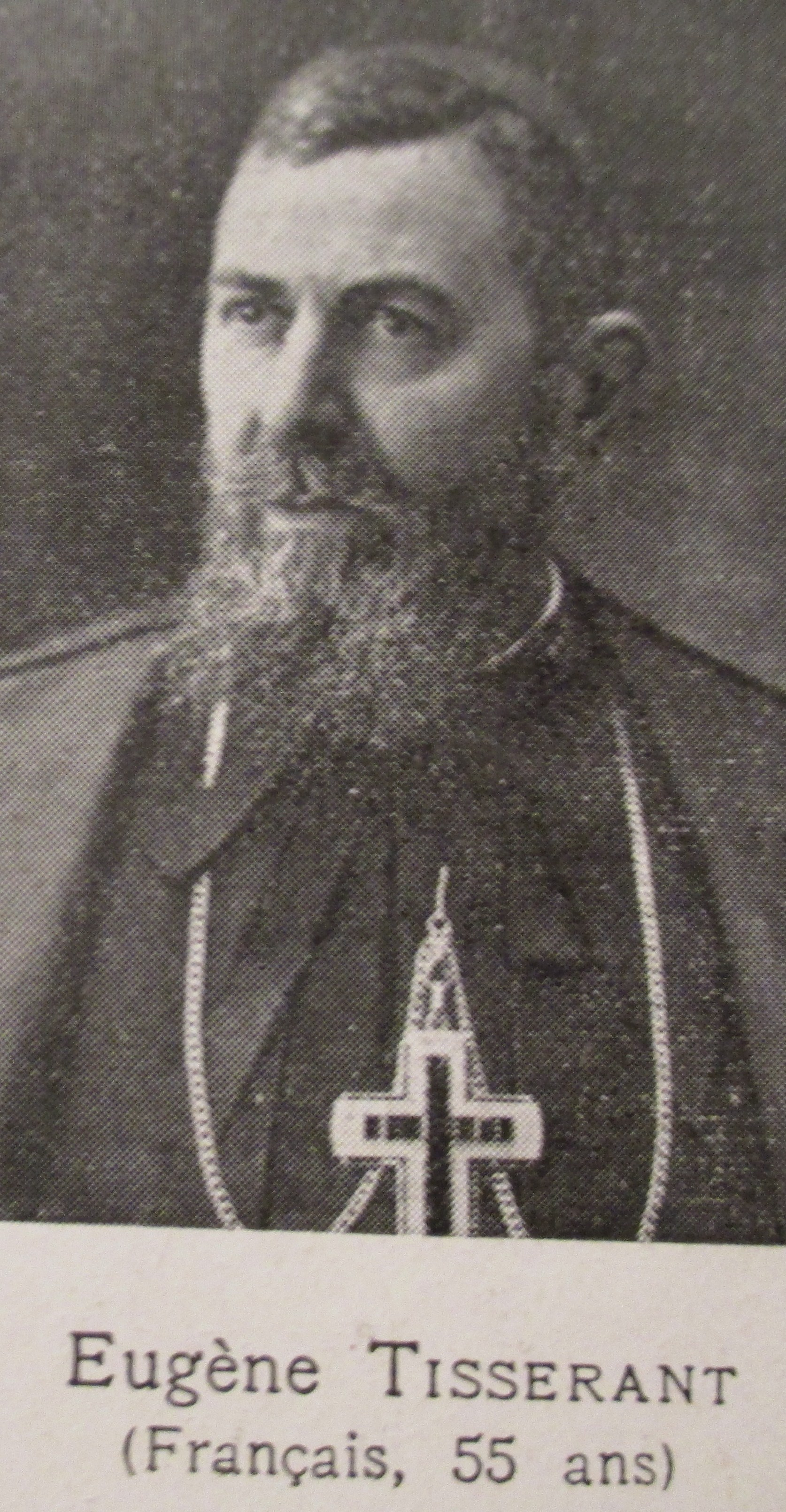
Mgr Tisserant (1884-1972)
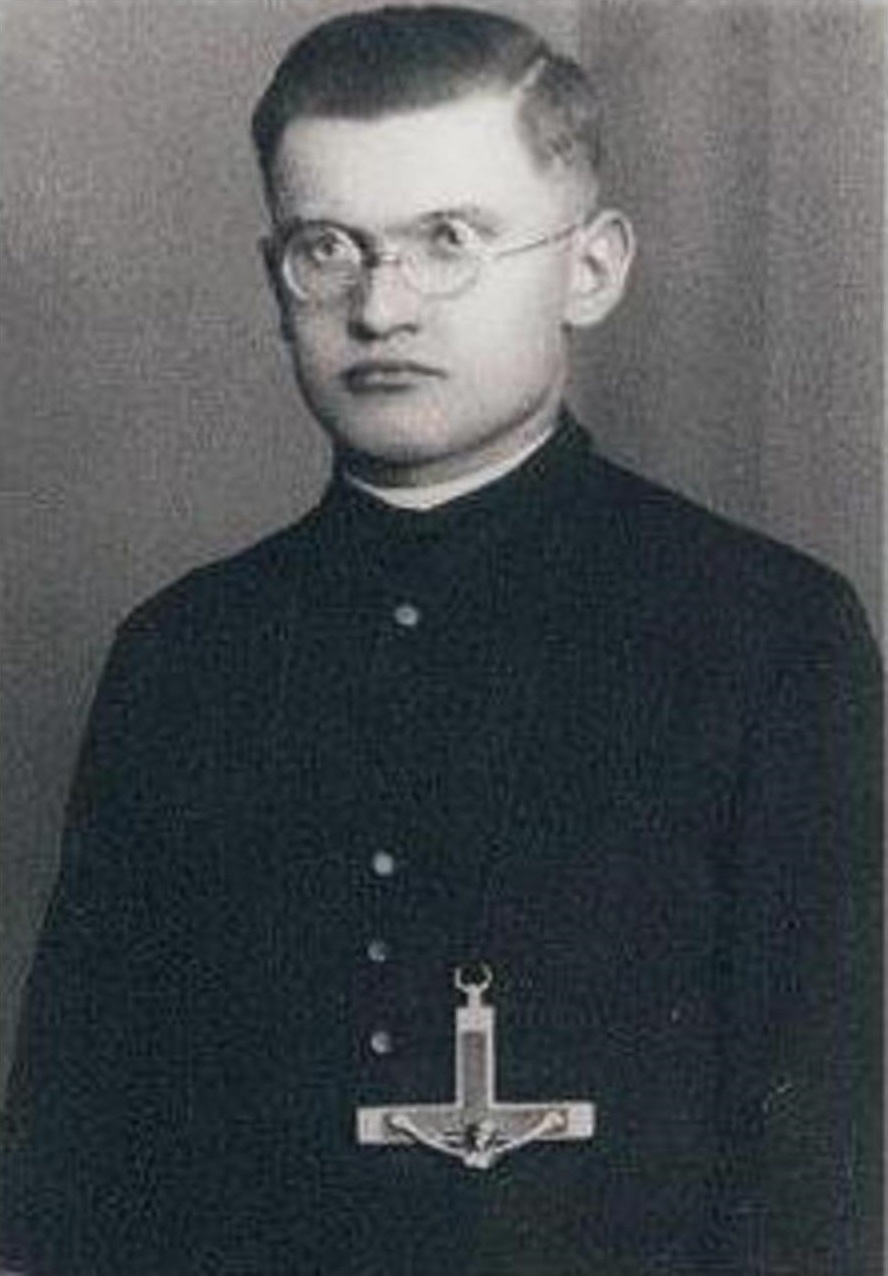
Ludwik Wrodarczyk (1907-1943)

#### Protestants
Le site du Yad Vashem contient trois cent cinquante-quatre noms de pasteurs ou de responsables religieux protestants. Voici quelques exemples :
- Madeleine Barot, secrétaire générale de la CIMADE.
- Le pasteur Marc Boegner, président de la Fédération protestante de France (1929-1961) et président du conseil national de l’Église réformée de France (1938-1950).
- Le pasteur André Bettex, pasteur au Riou, commune de Mazet (Haute-Loire).
- Le pasteur Philadelphe Delord, directeur de la léproserie de la Chartreuse de Valbonne.
- Le pasteur André Dumas, secrétaire général de la Fédé, membre de la CIMADE, résistant, théologien et spécialiste de Karl Barth.
- Jacques Ellul, sociologue et théologien protestant.
- Le pasteur Edmond Evrard, qui est venu en aide aux Juifs réfugiés à Nice, ainsi que le pasteur Pierre Gagnier et son épouse Hélène, opérant au sein du Réseau Marcel.
- Le pasteur Idebert Exbrayat et son épouse Yvonne, de Rodez
- Le pasteur Paul Funé, son épouse Alice et sa fille Jeanne (Paul Funé était pasteur au Collet-de-Dèze).
- Le pasteur Charles Guillon, maire du Chambon-sur-Lignon, secrétaire international des UCJG et correspondant de la CIMADE, assurant de fréquentes liaisons avec Genève.
- Le pasteur Henri Nick, de Lille.
- Le pasteur Roland de Pury, de Lyon, et son épouse.
- Le pasteur Gábor Sztehlo, qui a sauvé plusieurs centaines d'enfants juifs de Hongrie.
- Le pasteur André Trocmé, cofondateur du Collège Cévenol du Chambon-sur-Lignon, et son épouse Magda.
- Daniel Trocmé, responsable de la Maison des grillons, au Chambon-sur-Lignon, arrêté et mort en déportation[98].
- Le pasteur Édouard Theis, cofondateur du Collège Cévenol du Chambon-sur-Lignon.
- Le pasteur Paul Vergara, pasteur de l'Oratoire du Louvre à Paris, et son épouse Marcelle.
- Le pasteur Charles Westphal, président de la Fédération protestante de France (1961-1970) et, pendant la Seconde Guerre mondiale, pasteur à Grenoble[99].

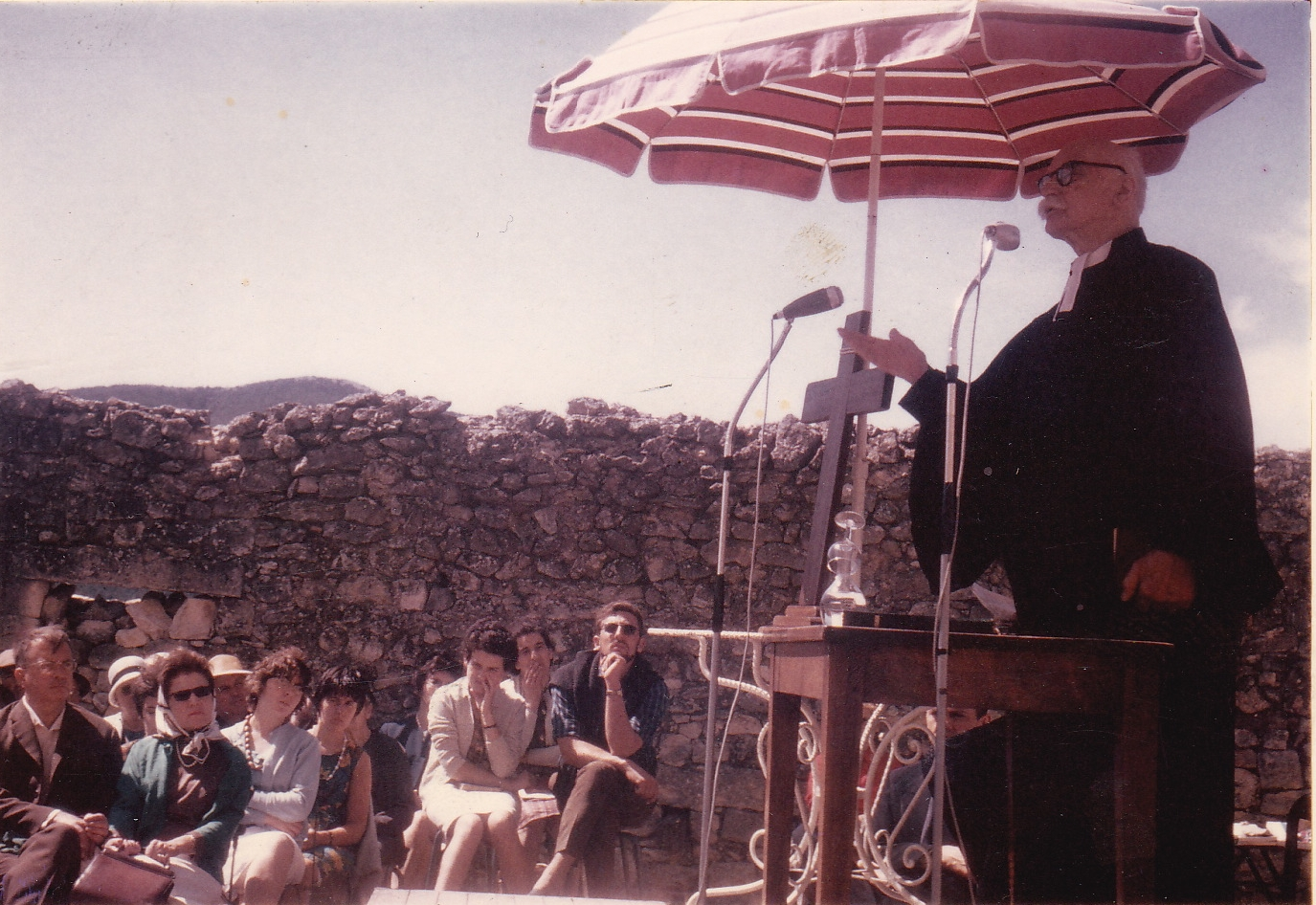
Marc Boegner (1881-1970)
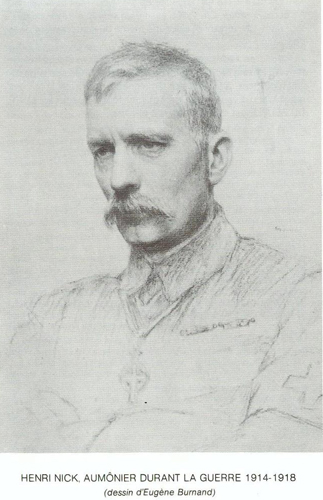
Henri Nick (1868-1954)
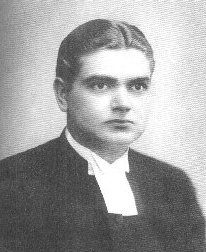
Gábor Sztehlo (1909-1974)
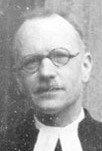
André Trocmé (1901-1971)
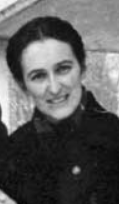
Magda Trocmé (1901-1996)
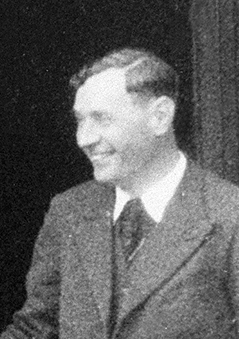
Édouard Theis (1899-1984)

#### Orthodoxes
- L'archevêque Damaskinos d'Athènes, en Grèce ;
- Chrysóstomos Dimitríou, évêque de Zante ;
- Dimitri Klépinine ;
- Marie Skobtsova, moniale orthodoxe à Paris, morte à Ravensbrück le 31 mars 1945 et canonisée en 2004.

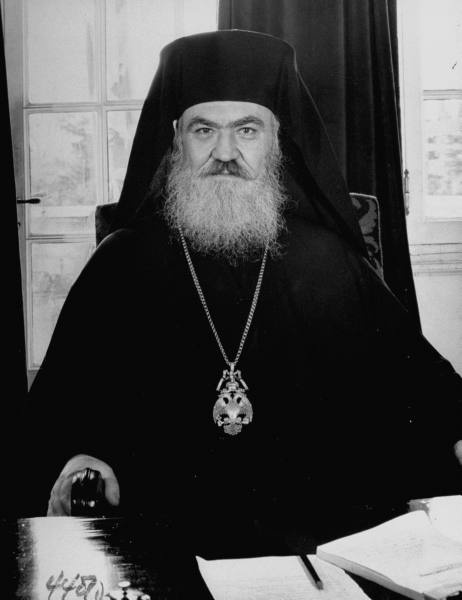
Damaskinos d'Athènes (1891-1949)
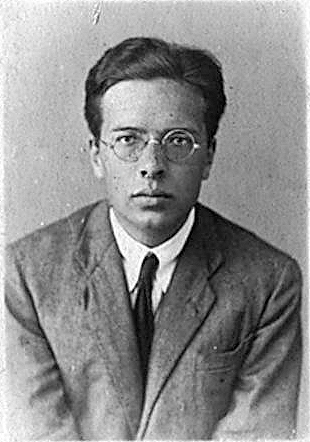
Dimitri Klépinine (1904-1944)
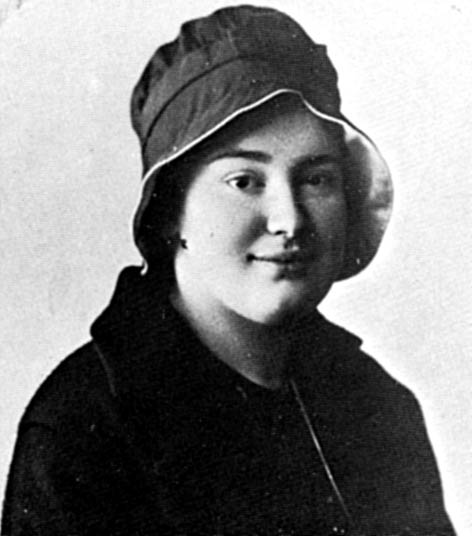
Marie Skobtsova (1891-1945)

#### Musulmans
- Derviš Korkut (en), religieux bosniaque.

### Militaires et policiers
- L'adjudant-chef Marcellin Cazals, sous-officier de gendarmerie, qui a sauvé plus de 200 Juifs.
- Le colonel Henryk Woliński, juriste et soldat polonais de l'Armia Krajowa, cofondateur de Żegota, qui a caché vingt-cinq Juifs à son domicile et en a aidé deux cent quatre-vingts autres.
- Le général Pierre Robert de Saint-Vincent, commandant de la XIVe région militaire (Lyon).
- Le capitaine Paul Grüninger, commandant de la police du canton de Saint-Gall en Suisse.
- Le chef d’escadron Maurice Berger, résistant français (1901-1945), officier de gendarmerie à Riom.
- Le capitaine Wilm Hosenfeld, officier de la Wehrmacht.
- Edouard Vigneron[100], chef du service des étrangers de la police de Nancy, Pierre Marie[101] et trois collègues policiers (Charles Bouy[102], François Pinot[103] et Charles Thouron[104]) ont reçu la Médaille pour avoir fait échouer la rafle de Nancy et sauvé plus de trois cent cinquante personnes.
- La liste des soixante-quatre policiers et gendarmes français distingués a été publiée par la Société française d'histoire de la police[105].

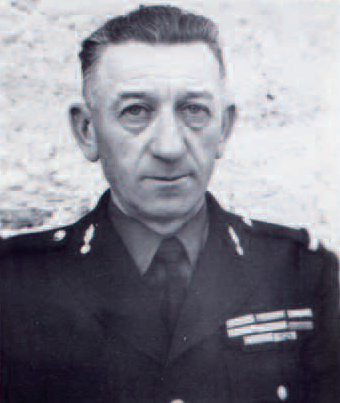
Marcellin Cazals (1905-2001)
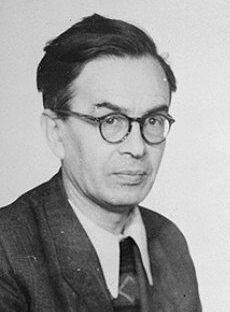
Henryk Woliński (1901-1986)
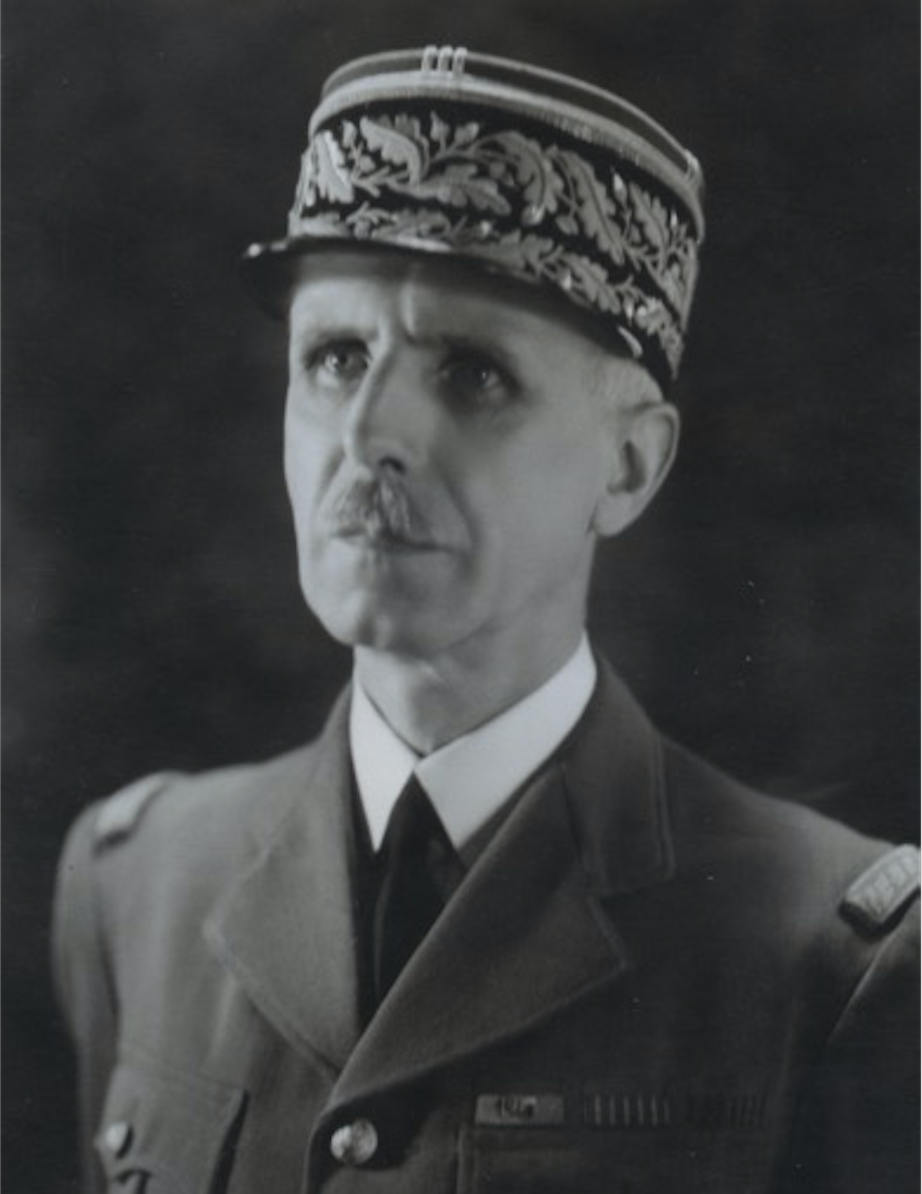
Pierre Robert de Saint-Vincent (1882-1954)
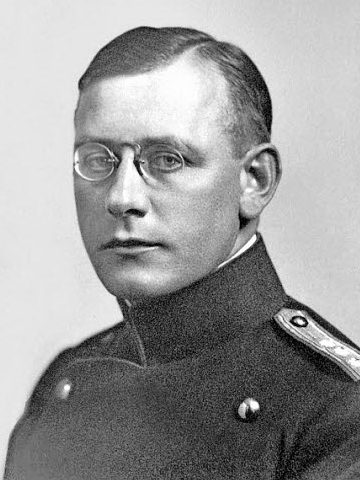
Paul Grüninger (1891-1972)
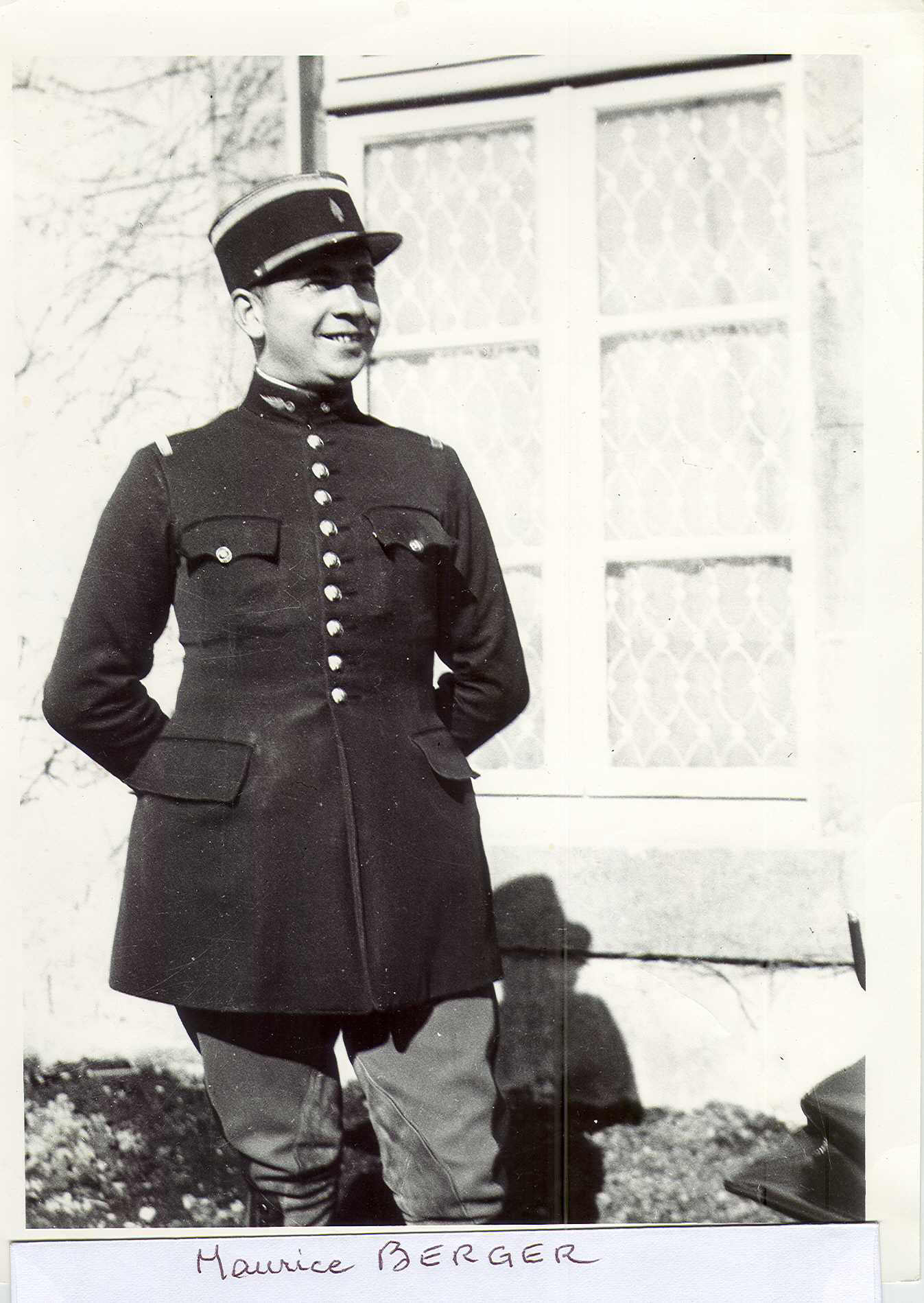
Maurice Berger (1901-1945)

### Résistants
- Suzanne Babut (1887–1978), résistante, hôtelière.
- Jacqueline Bayle, résistante, chevalier de la légion d'honneur, employée de l'OSE au château de Montintin, elle a participé à la sauvegarde de centaine d'enfants juifs[106].
- Rolande Birgy, résistante française qui a fait passer des enfants juifs en Suisse.
- Maria Kotarba, appelée ange d'Auschwitz, courrier du mouvement de Résistance Armia Krajowa puis prisonnière politique internée au camp d'Auschwitz, qui a fourni vivres et médicaments aux femmes juives du camp.
- Marie Bouffa, membre de la Résistance belge, qui a, entre autres, hébergé une famille juive de sept personnes.
- Louise Collomb, membre du réseau français Combat en région Grenobloise.
- Helene Jacobs, résistante allemande, grâce à son réseau, héberge et fournit de faux papiers à environ 200 juifs.
- Germaine Ribière, étudiante et militante catholique française, membre de la Résistance, qui a sauvé de nombreux Juifs.
- Abel Sarramiac, résistant français, qui a sauvé durant la Seconde Guerre mondiale de nombreux Juifs dans le Gers.

### Membres du scoutisme
- Élisabeth Risler-François, militante associative, responsable au sein de la Fédération Française des Eclaireuses, qui a caché des enfants à Vichy, dans les communs du pavillon Sévigné où était installé le Maréchal Pétain.
- René et Henriette Duphil, reponsables aux Eclaireurs de France, ont adopté une jeune fille juive alors qu'il logeaient dans les communs du pavillon Sévigné à Vichy où était installé le Maréchal Pétain[107].
- Madeleine De Meulemeester, avocate, personnalité du guidisme, sauve et cache des enfants juifs
- Hélène de Bie, figure du mouvement scout.

### Enseignants
- Krystyna Adolphowa, enseignante polonaise à Vilnius, qui a caché deux de ses élèves, les sœurs jumelles Monica et Lydia Aran, nées Gluskin.
- Gaston Bourgeois, principal du collège de Villeneuve-sur-Lot.
- Andrée Geulen, institutrice belge.
- Yvonne Hagnauer, institutrice, féministe et syndicaliste résistante, qui a protégé de nombreux adultes et abrité une soixantaine d'enfants orphelins à Sèvres (jusqu'à 70 % de ses pensionnaires d'internat en 1942). titrée le 10 septembre 1974[108].
- Renée Jacqmotte, éducatrice belge, a caché ou placé 25 enfants juifs et une famille.
- Aimée Lallement, institutrice, militante associative et politique française, qui a adopté l’enfant qu’elle avait sauvé.
- Madeleine Michelis, professeur agrégé au lycée d’État de jeunes filles d'Amiens de 1942 à 1944 et résistante (elle a protégé des élèves juives du lycée Victor Duruy à Paris, où elle enseignait en 1941, et a hébergé puis fait passer en zone non occupée Claude Bloch, fille de l'architecte Jean-André Bloch[109]).
- Madeleine Sorel, éducatrice belge, nommée Représentante de tous les Justes parmi les Nations de Belgique en 1994.
- Olga Zawadzka, enseignante et catéchiste polonaise qui a sauvé la vie à trois jeunes juives, dont Noe Livne.
- Amédée et Jeanne Jouan, Amédée Jouan, instituteur et secrétaire de mairie, sa femme Jeanne, institutrice elle aussi et leur fils Michel né en 1933 habitaient à Nailhac (Dordogne). En février 1943, ils ont accueilli en leur domicile une famille juive, et fabriqué 43 fausses pièces d'identité dans le but de sauver des vies[110],[111].

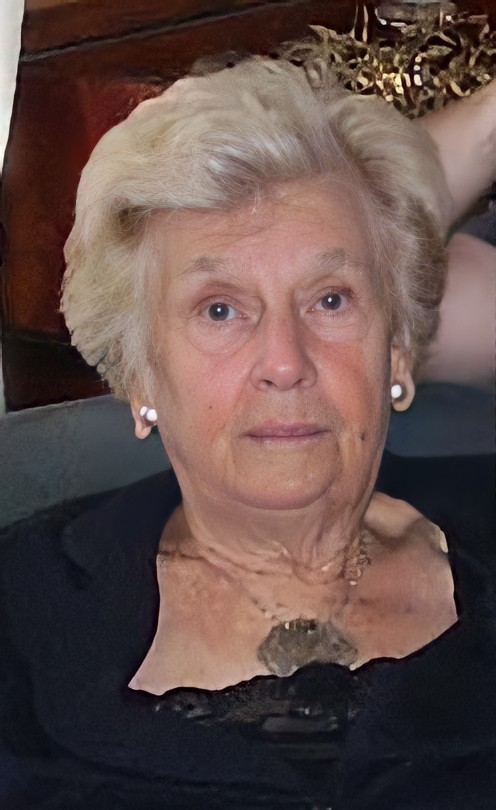
Andrée Geulen (1921-2022)
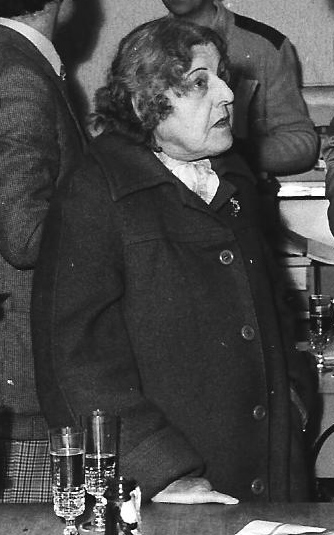
Aimée Lallement (1898-1988)
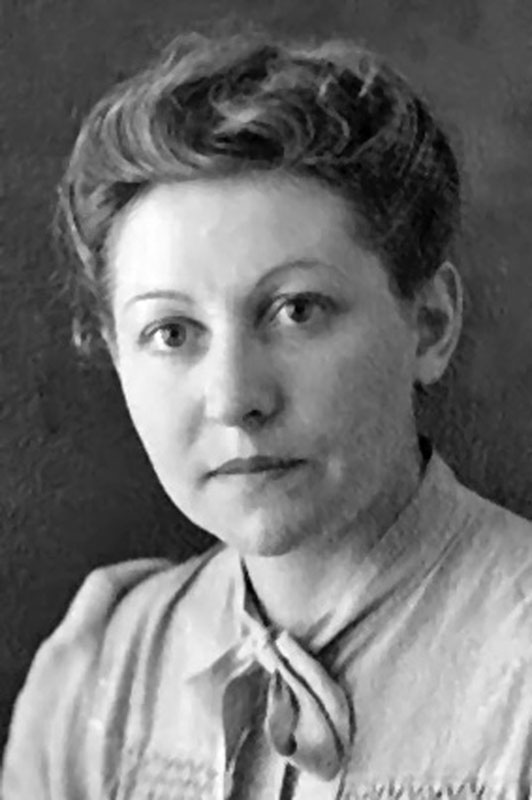
Madeleine Michelis (1913-1944)
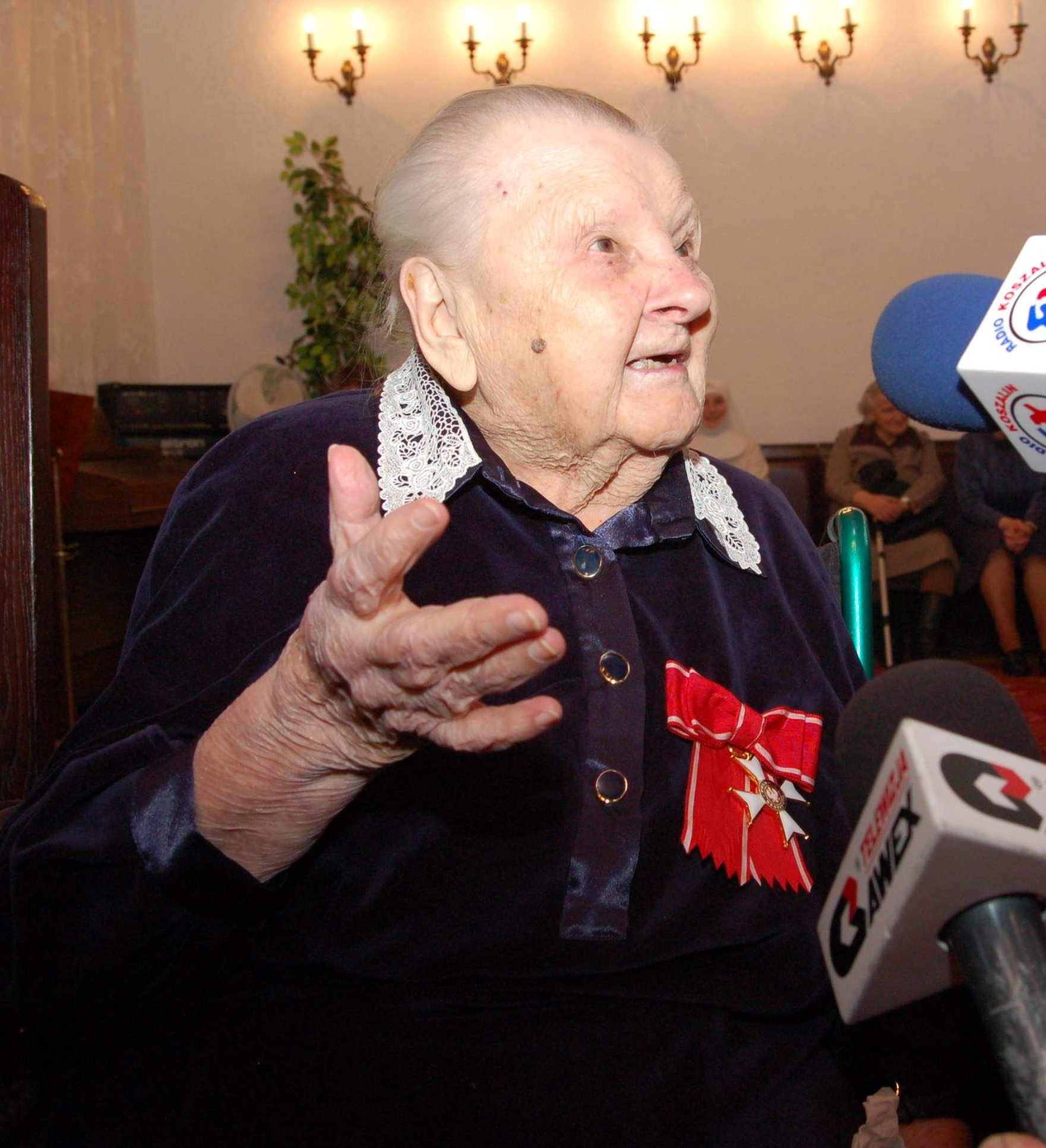
Olga Zawadzka (1905-2008)

### Artistes
- Hélène Duc, comédienne, qui a sauvé avec sa mère plusieurs dizaines de personnes et a été faite officier de la Légion d’honneur[112].
- Mieczysław Fogg, musicien et chanteur polonais, qui a caché à son domicile à Varsovie des familles et amis juifs.
- Marianne Golz, chanteuse d'opéra allemande, cache des familles juives dans sa maison de Prague et, après son arrestation, arrive à faire libérer ses associés en prenant toute la responsabilité de cette action.
- István Szőnyi, artiste peintre hongrois, maître de l'Université hongroise des beaux-arts de Budapest, qui a caché des Juifs à son domicile.

### Chefs d’entreprise
- Hermann Friedrich Graebe, ingénieur allemand, qui a été à partir de 1941 directeur régional d'une entreprise de construction de Solingen dans l'Ukraine occupée par les Allemands.
- Giorgio Perlasca, homme d’affaires italien qui, bloqué à Budapest, a sauvé cinq mille personnes en se faisant passer pour le consul d’Espagne.
- Oskar Schindler, chef d’entreprise allemand, qui, avec son épouse Émilie, a sauvé plus de mille deux cents personnes en les faisant travailler dans sa fabrique d’émail et de munitions située en Pologne.
- Hans Walz, chef d'entreprise allemand, directeur de la Robert Bosch GmbH.
- Jan Żabiński, directeur du Parc zoologique de Varsovie, résistant et militaire de l'Armia Krajowa, qui a caché des centaines de Juifs sur le terrain du parc.

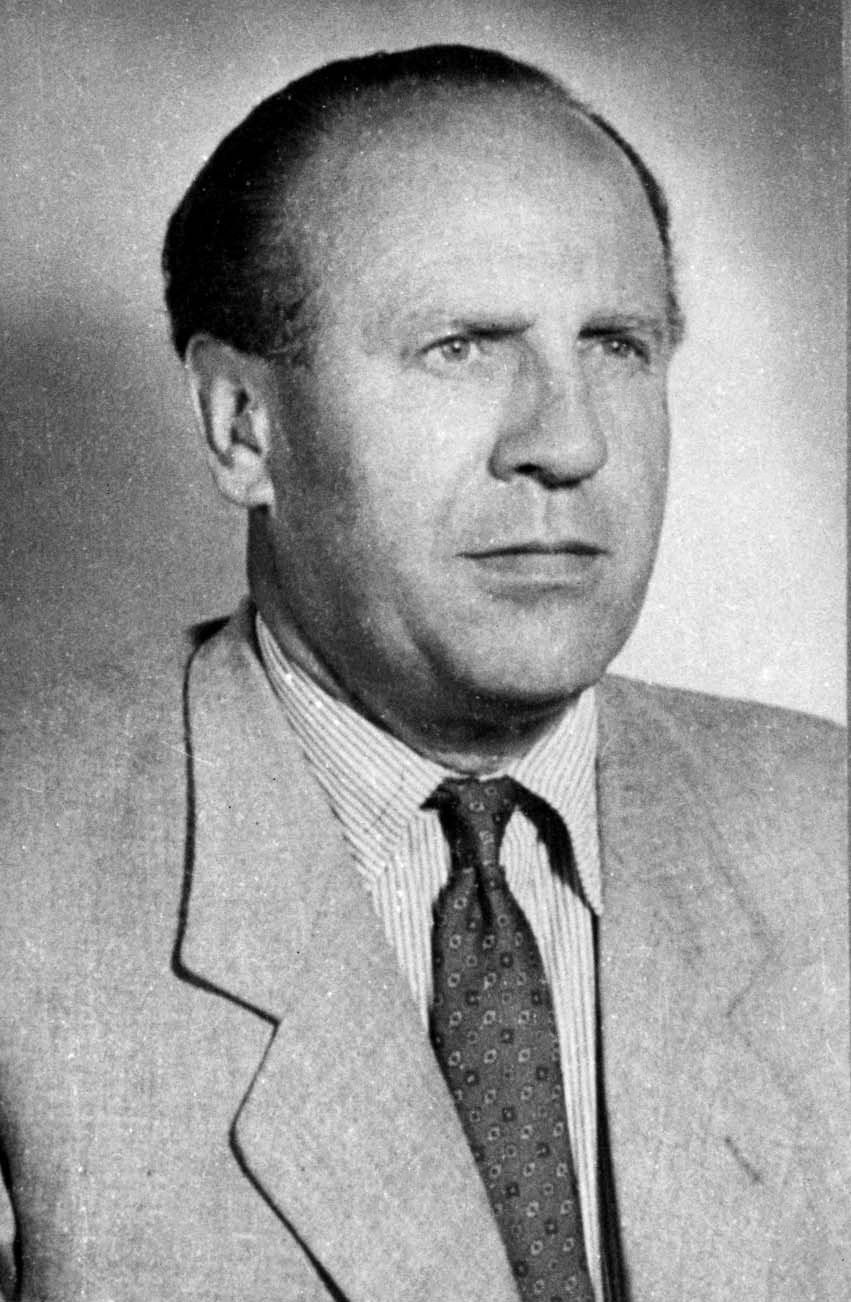
Oskar Schindler (1908-1974)
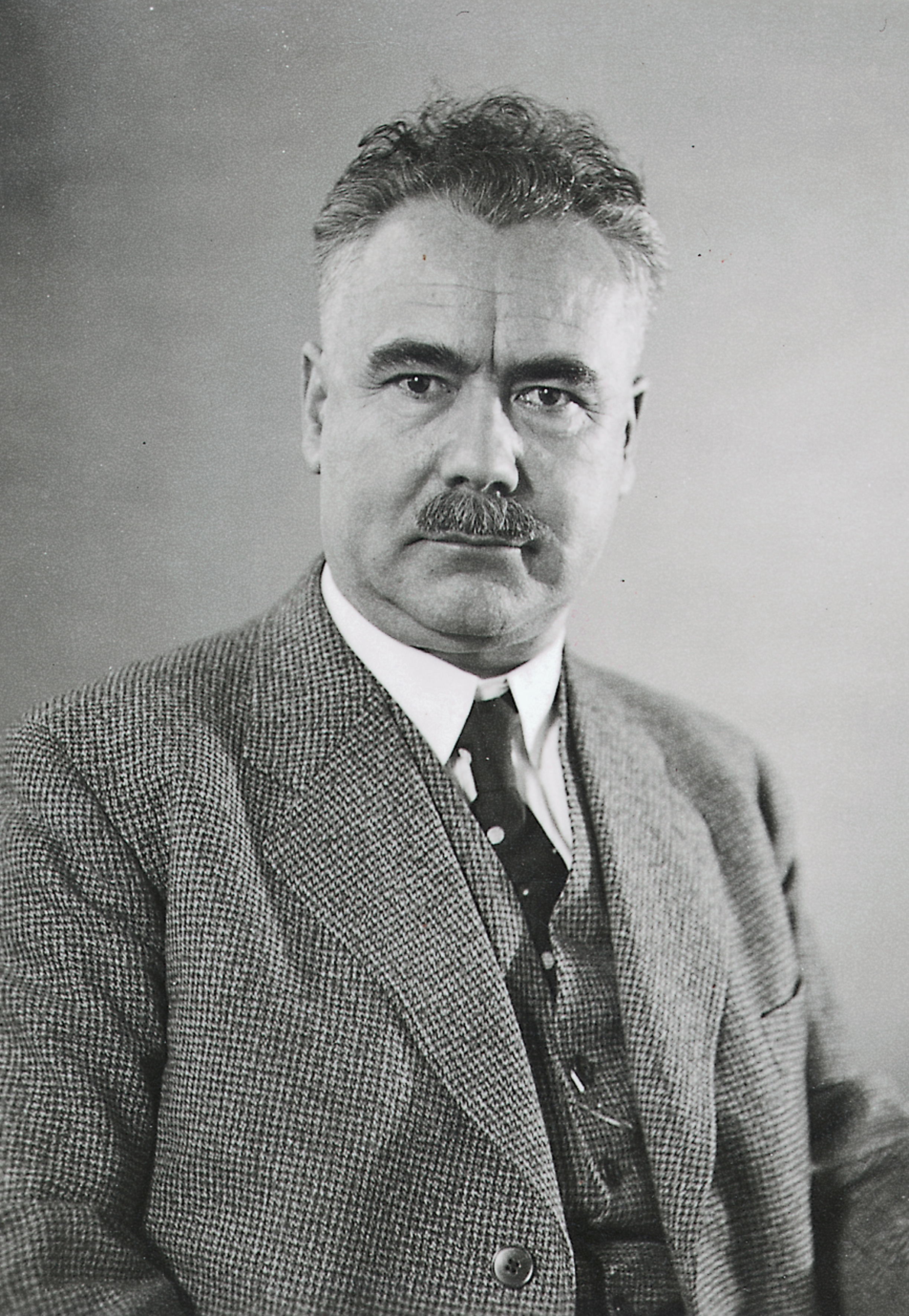
Hans Walz (1883-1974)
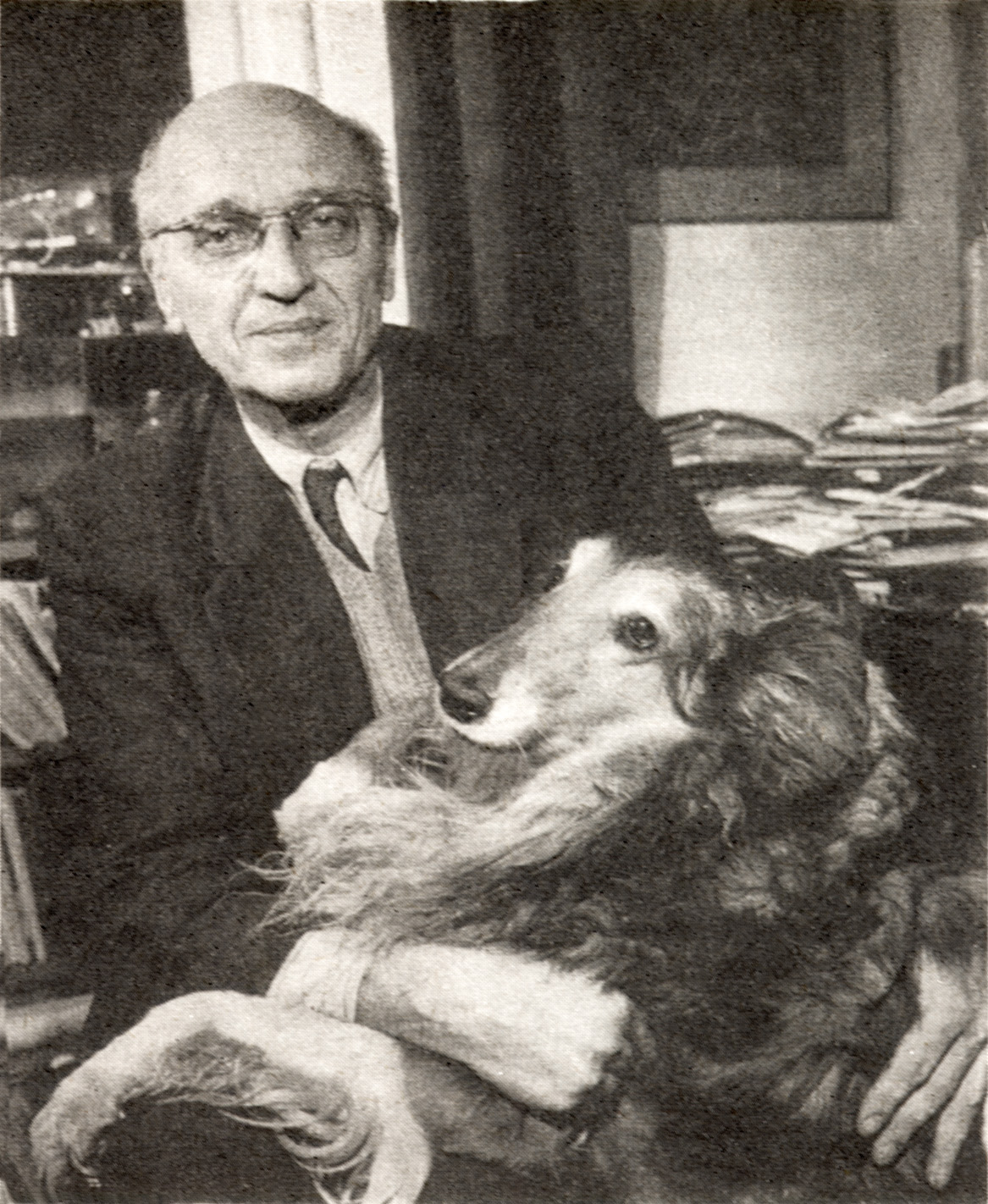
Jan Żabiński (1897-1974)

### Membres du corps médical et pharmaciens
- Mohammed Helmy, médecin égyptien à Berlin, qui a pris des risques personnels pendant trois ans afin de sauver une famille juive et qui est le premier arabophone à être honoré de la sorte[113],[114].
- Roslï Näf, infirmière suisse, directrice de la Maison d'enfants du Château de La Hille (Ariège), liée à la Croix-Rouge suisse, qui sauva 90 enfants.
- Tadeusz Pankiewicz, pharmacien polonais qui a activement aidé les Juifs du ghetto de Cracovie. Sa pharmacie était située dans le ghetto. Il a été l'un des derniers non-Juifs à rester dans le quartier et à tenir ouverte sa pharmacie jusqu’au jour de la liquidation[115].
- Thérèse Papillon, infirmière, directrice du préventorium de l'Abbaye de Valloires (Somme).
- Dora Rivière, médecin[116].
- Adélaïde Hautval, psychiatre alsacienne, déportée à Auschwitz pour sympathie avec les Juifs.
- Élisabeth Eidenbenz, infirmière suisse, fondatrice de la Maternité suisse d'Elne.
- Isaure Luzet, pharmacienne à Grenoble, membre des réseaux de résistance Périclès et Mathilda, aide au sauvetage d'enfants juifs en lien avec le couvent de Notre-Dame-de-Sion de Grenoble.
- Marie-Antoinette Gout, infirmière à Épinal, déportée à Ravensbrück
- Georges Lauret, chef du service de la maternité de l'hospice général de Rouen, qui garda dans son service Linda Ganon et ses deux filles de janvier 1943 à août 1944.
- Anne Beaumanoir, étudiante en médecine bretonne, alors âgée de 21 ans, sauve deux enfants juifs d'une rafle en janvier 1944.

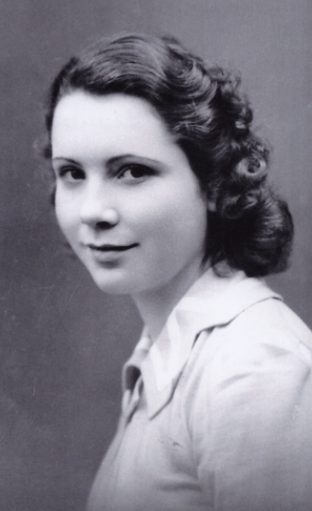
Anne Beaumanoir (1923-2022)
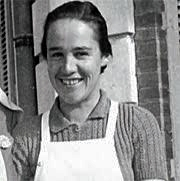
Élisabeth Eidenbenz (1913-2011)
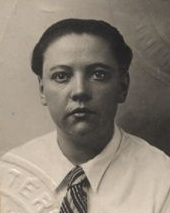
Isaure Luzet (1899-1994)
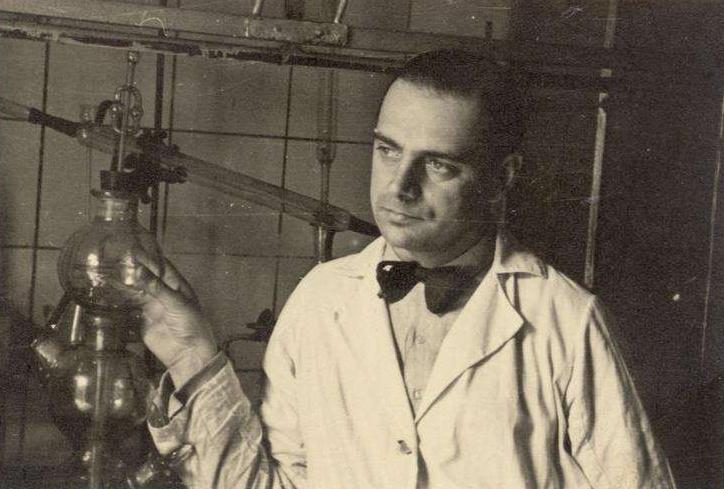
Tadeusz Pankiewicz (1908-1993)

### Sportifs
- Gino Bartali, cycliste italien vainqueur notamment des Tours de France 1938 et 1948. Membre d'un réseau financé et abrité par le Vatican, il a contribué au salut de huit cents Juifs en transmettant des documents falsifiés qu'il cachait dans la selle et le guidon de son vélo.
- Gitta Mallasz, championne de natation et graphiste. Elle a sauvé une centaine de Juifs à Budapest en 1944[117],[118].

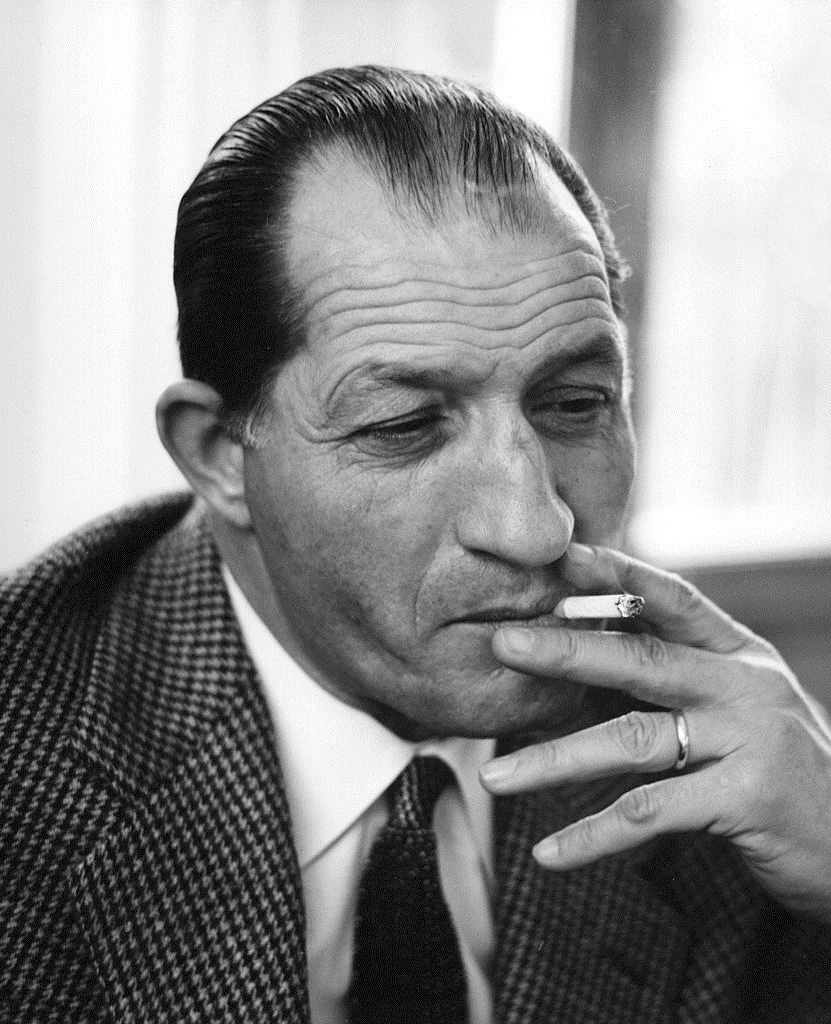
Gino Bartali (1914-2000)

### Membres de familles royales
- La Reine des Belges Élisabeth.
- La Princesse Hélène de Grèce, reine-mère de Roumanie, qui a participé au sauvetage de nombreux Juifs et opposants alors qu'elle représentait un régime allié des nazis.
- La Princesse Alice de Battenberg, princesse de Grèce et de Danemark, qui a protégé une famille juive durant toute l'Occupation et œuvré pour la Croix-Rouge.

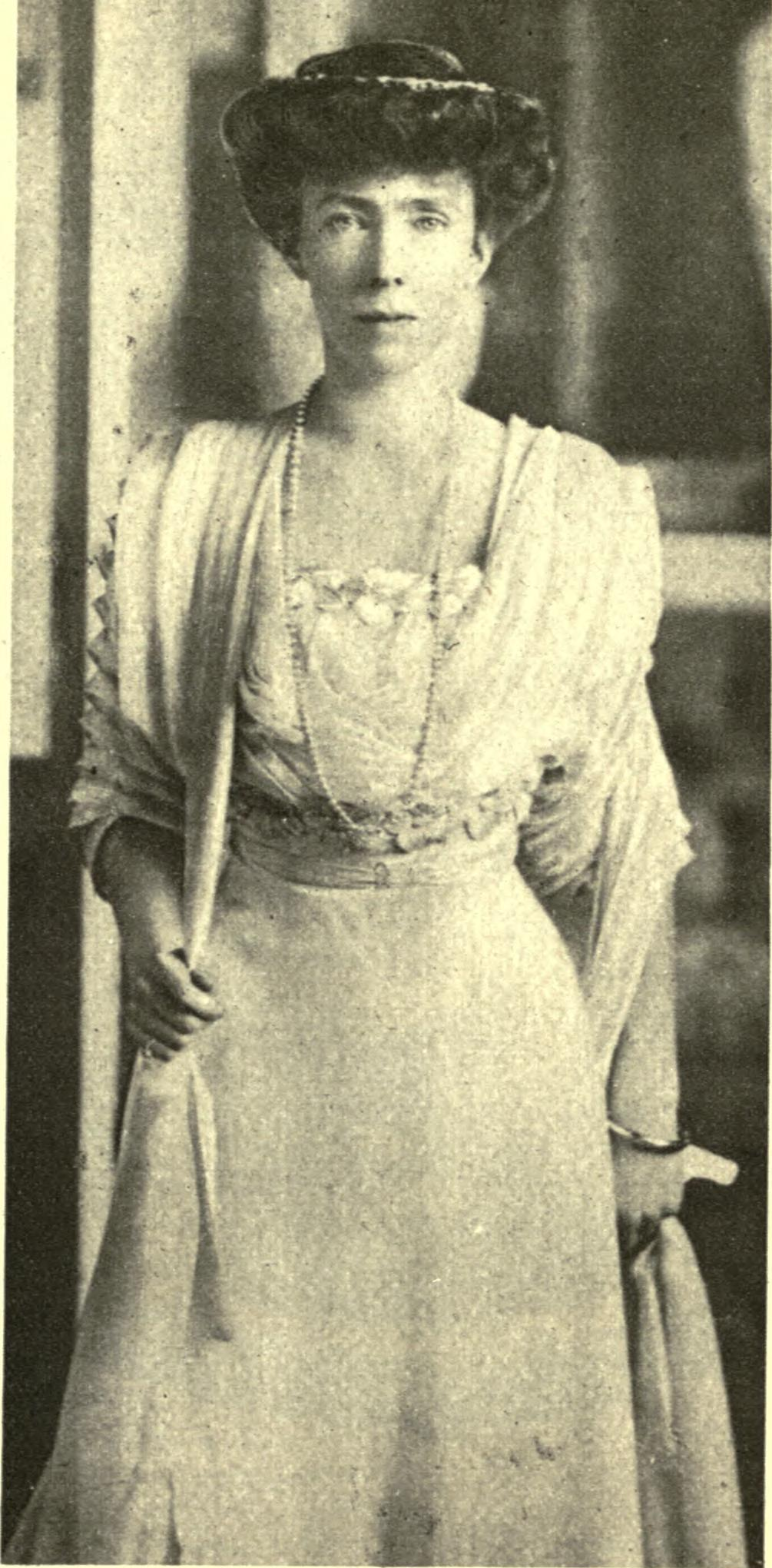
Élisabeth en Bavière (1876-1965)
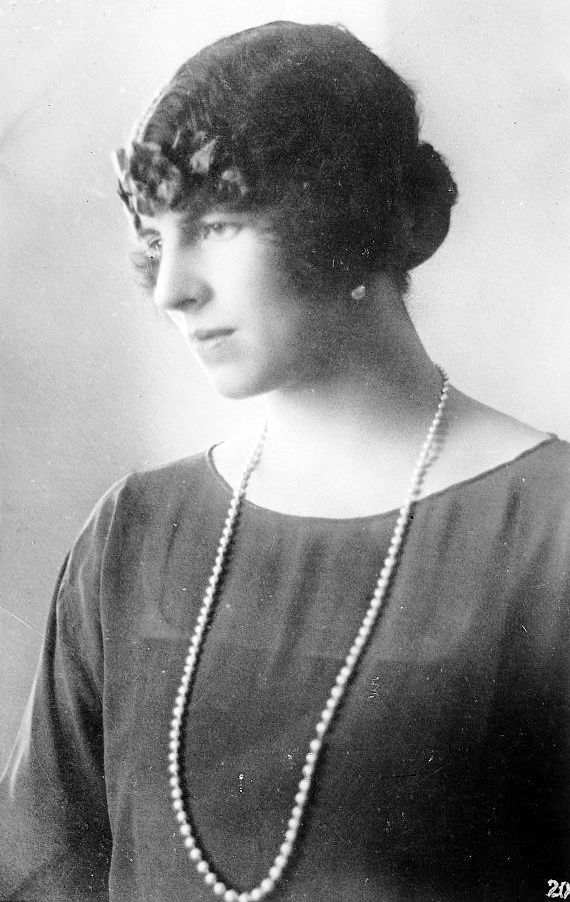
Hélène de Grèce (1896-1982)
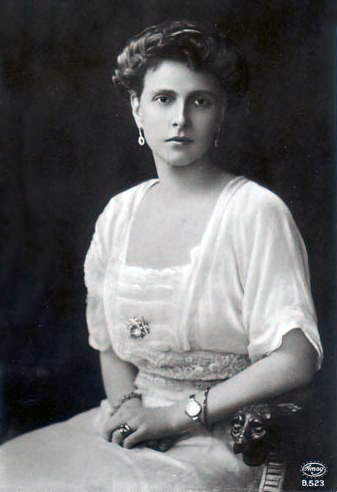
Alice de Battenberg (1885-1969)

### Autres personnalités
- Jeanne Daman a aidé à sauver deux mille enfants juifs et de nombreuses femmes en Belgique.
- Anne-Marie Im Hof-Piguet, historienne suisse, fait passer la frontière suisse à une douzaine d’enfants juifs.
- Jan Karski, courrier et émissaire du Gouvernement polonais en exil, auteur des rapports Karski, premiers rapports officiels sur la Shoah.
- Lorenzo Perrone, maçon italien qui a sauvé la vie de Primo Levi à Auschwitz[119].
- Konrad Rudnicki, astronome polonais, professeur à l'université Jagellonne de Cracovie et prêtre de l'Église mariavite, qui a caché avec ses proches la famille Weintraub.
- Irena Sendlerowa, cofondatrice de l'organisation Żegota, qui a contribué à sauver deux mille cinq cents enfants du ghetto de Varsovie.
- Leopold Socha, inspecteur des égouts, qui, avec sa femme Magdalena, a sauvé dix Juifs en les abritant dans les égouts de Lwów, en Pologne[120], comme le relate le film d'Agnieszka Holland Sous la ville (2011).
- Suzanne Spaak, militante antiraciste belge.
- Madeleine Steinberg née White (1921-2008) : cette élève du Collège Sévigné durant les années 1930 a contribué à sauver plusieurs Juifs (hommes et femmes), en provenance du ghetto de Varsovie, internés, comme elle, au camp de Vittel. Elle est reconnue Juste parmi les Nations le 25 août 2013. Cérémonie au Collège Sévigné le 11 juin 2014[121].

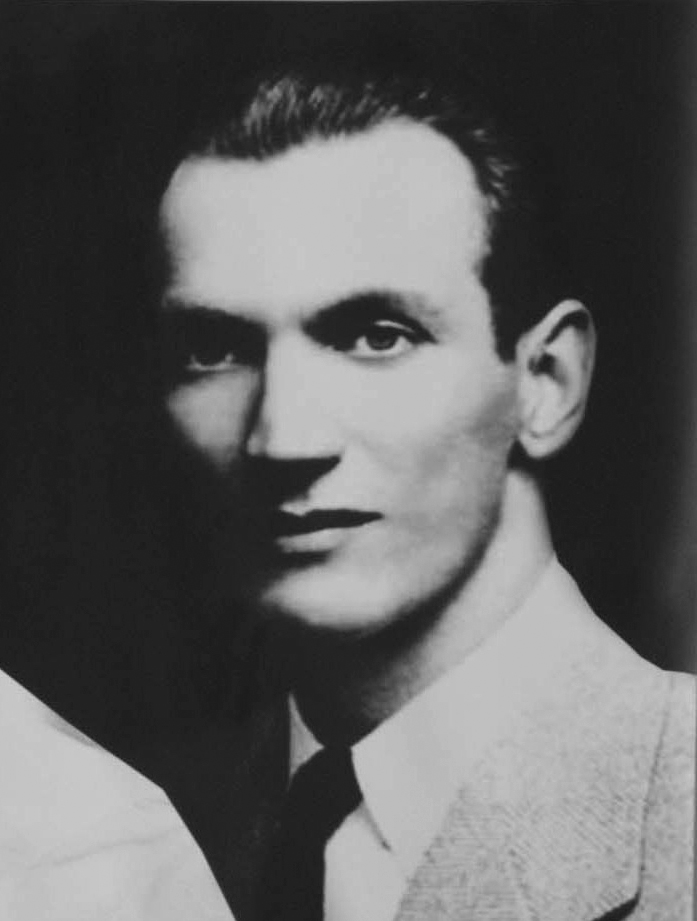
Jan Karski (1914-2000)
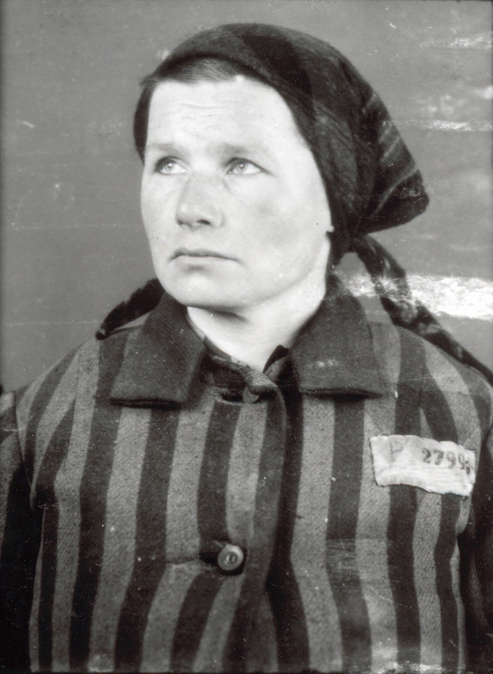
Maria Kotarba (1907-1956)
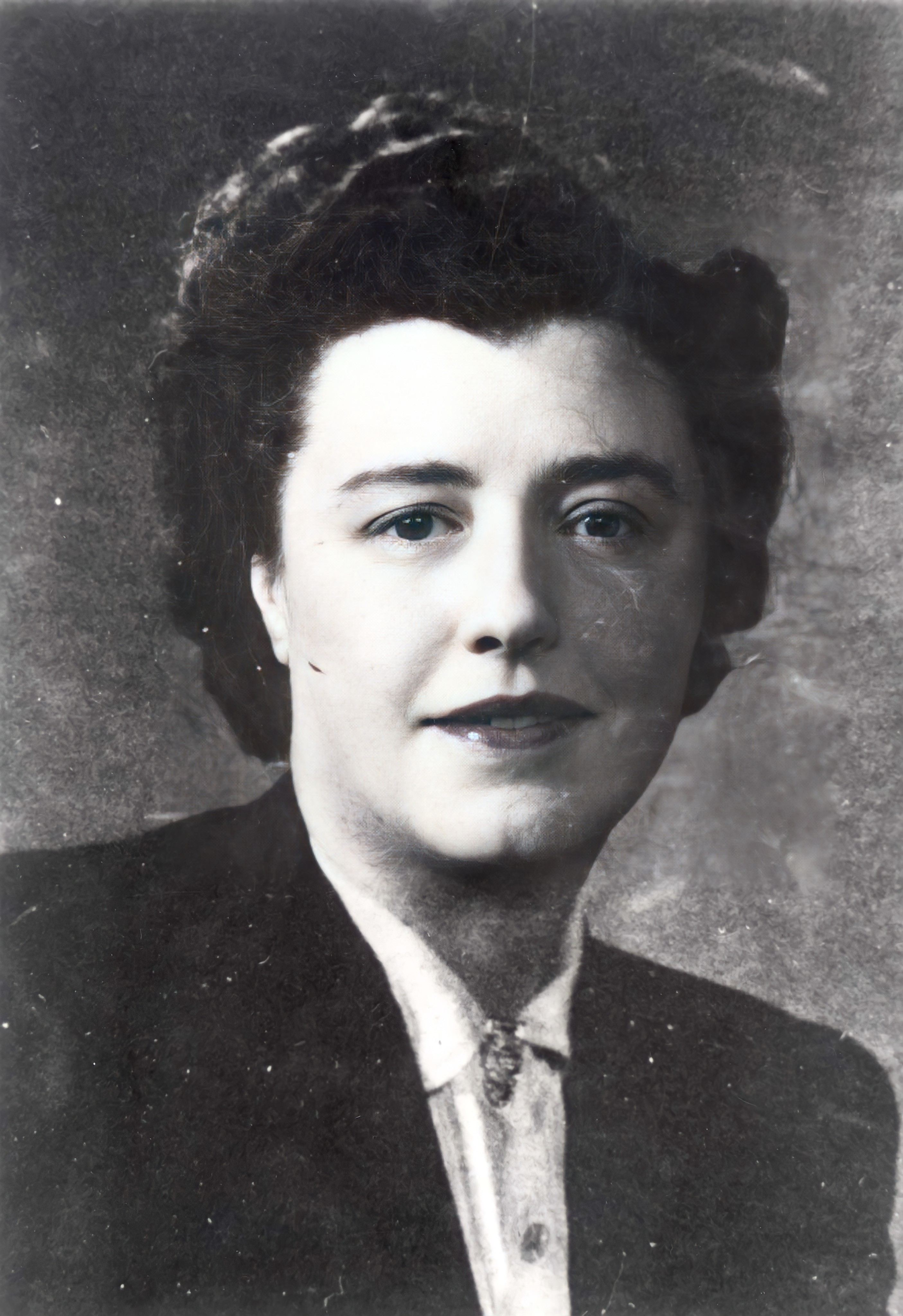
Yvonne Nèvejean (1900-1987)
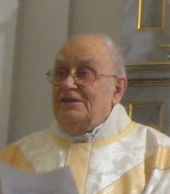
Konrad Rudnicki (1926-2013)
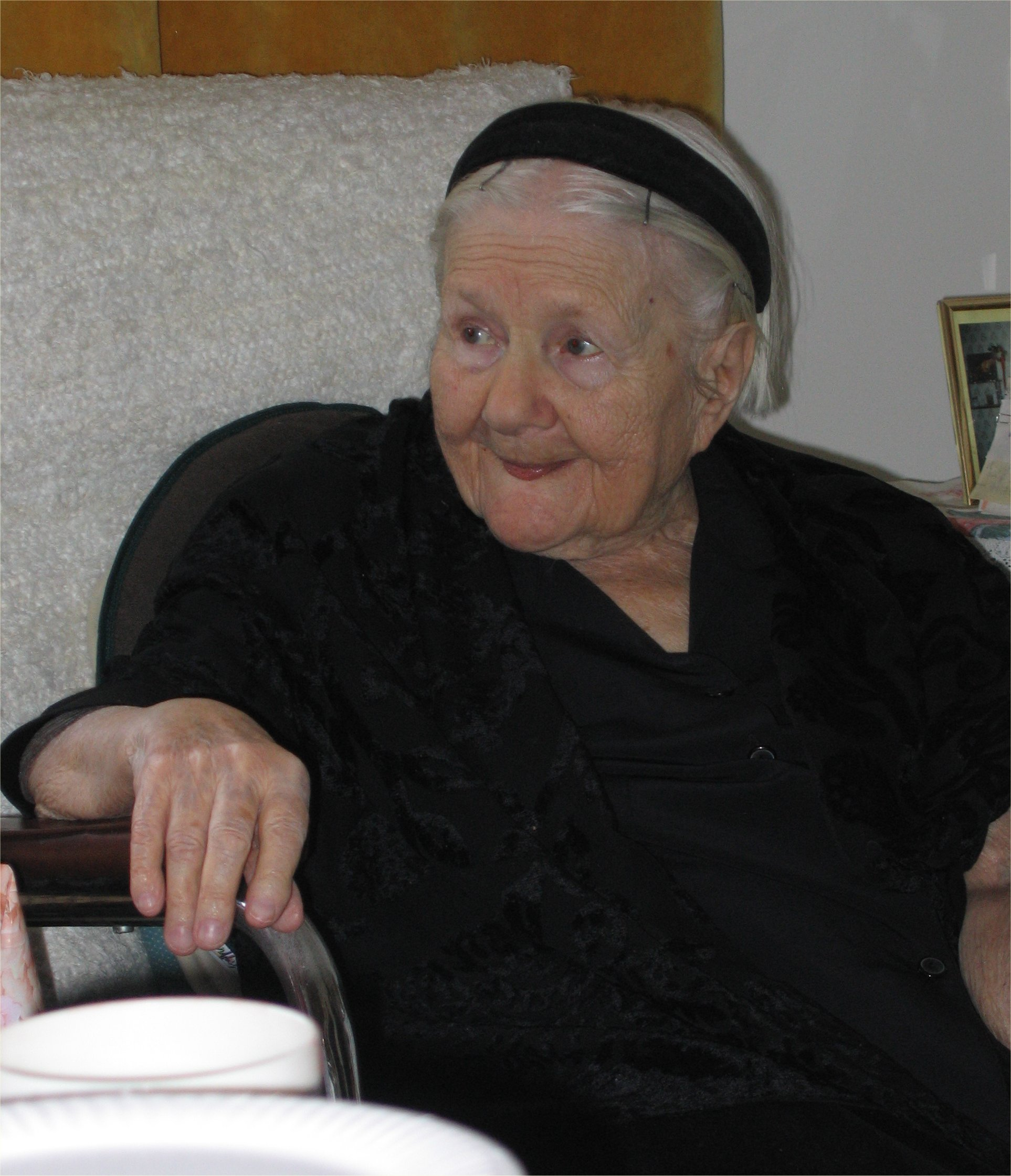
Irena Sendler (1910-2008)
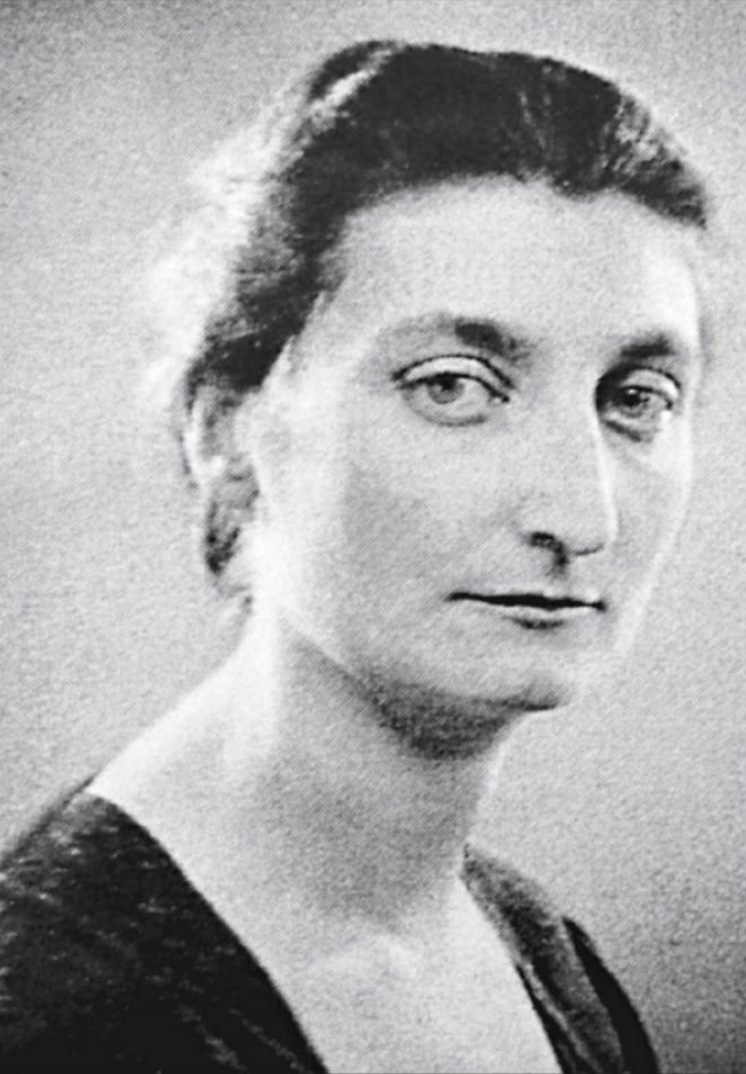
Suzanne Spaak (1905-1944)

## Justes en France

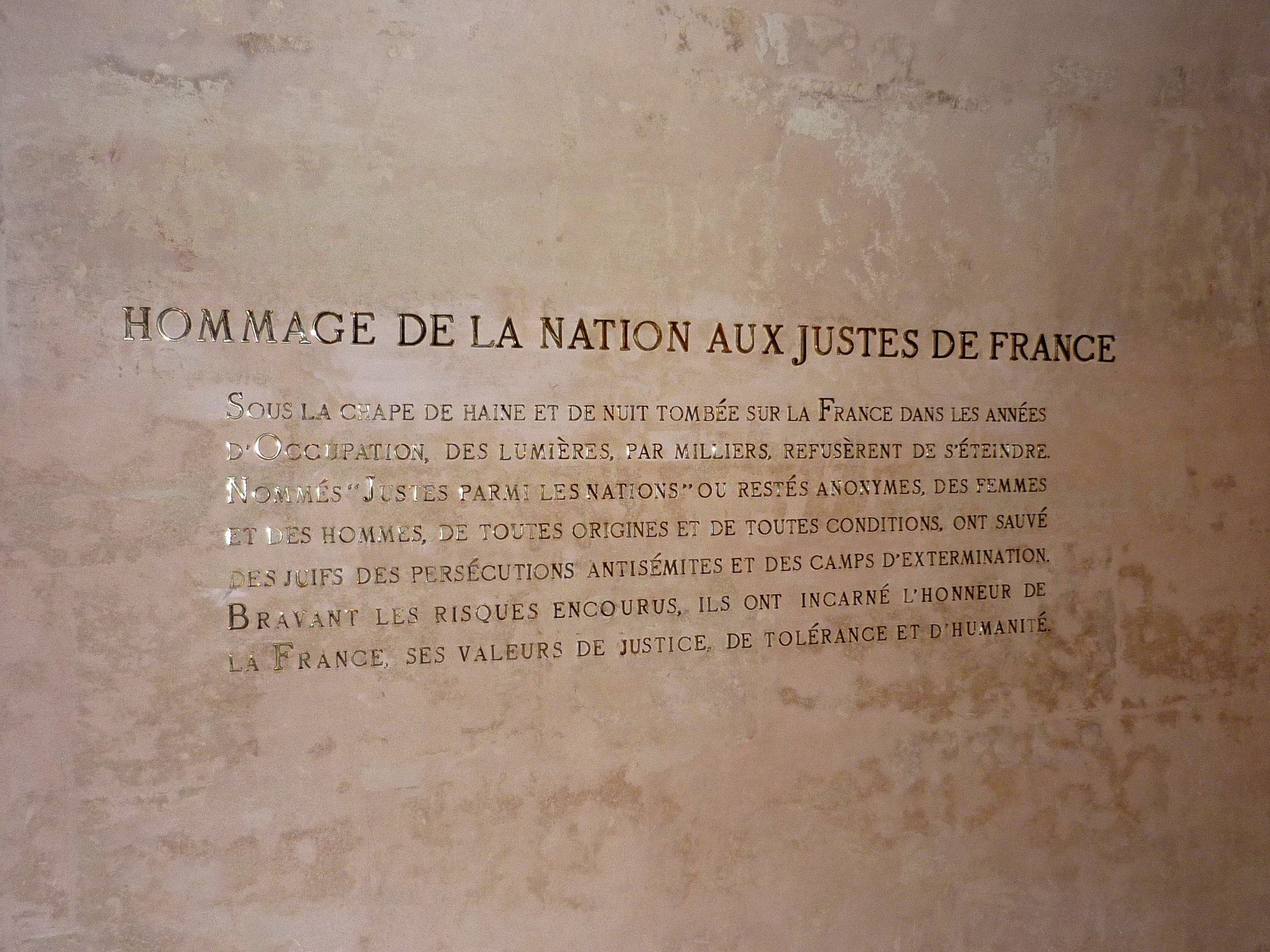
Inscription au Panthéon.

Comme dans d’autres pays européens, la France a connu des actions visant à aider les Juifs, certaines actives, d’autres traduisant une capacité diffuse et assez répandue de « désobéissance civile » chez les Français.
La diversité des actions de sauvetage, en zone libre comme en zone occupée, la propension des laïcs et des religieux à ne pas exécuter les lois du Régime de Vichy et les exigences des autorités allemandes, la relativité de l’application des décisions gouvernementales sont révélatrices de cette attitude qui a débuté dès 1940, avant les rafles de l’été 1942. Désobéir, c’était, à certains moments, prendre des risques pour ne pas collaborer et pour tenter de sauver autrui.
En France, 4 206 personnes ont été formellement identifiées comme Justes par Yad Vashem (chiffre janvier 2022). Mais un bien plus grand nombre, probablement, a dû agir pour sauver de la déportation les trois quarts des Juifs qui résidaient alors en France : en septembre 1939, la France comptait environ 300 000 Juifs se répartissant ainsi : 110 000 français depuis plusieurs générations, 70 000 naturalisés français et 120 000 étrangers et apatrides ; à ceux-ci s’ajoutèrent en mai 1940 près de 40 000 réfugiés Juifs de Belgique, des Pays-Bas et du Luxembourg qui avaient fui sous le choc de l’invasion allemande ; sans oublier les Juifs allemands, expulsés d’Allemagne en France par les nazis après l’armistice de 1940, dont 6 538 Juifs du Pays de Bade, du district du Palatinat et de Sarre ; nombre d’entre eux furent internés au Camp de Gurs. 75 721 Juifs furent déportés et 2 560 revinrent des camps.

### «Justes de France»
La notion de « Justes de France » apparaît dans une proposition de loi de Jean Le Garrec (groupe socialiste), déposée le 23 novembre 1992 et qui n’a pas abouti. Elle prévoyait la création d’un titre de « Juste de France » témoignant d’actions accomplies durant la période du Régime de Vichy pour recueillir, protéger ou défendre des personnes menacées de l’un des crimes définis par les articles 211-1 à 213-5 du code pénal français (génocide, crime contre l’humanité).
Le titre de « Juste de France » aurait été décerné par une commission nationale créée à cet effet et qui aurait vérifié que les personnes concernées répondaient aux conditions fixées par le texte (avoir procuré, au risque conscient de sa vie ou de son intégrité corporelle, spontanément et sans espoir de contrepartie, une aide véritable à une personne se trouvant en situation de danger ou de péril immédiat). Cette proposition de loi n'aboutit pas.
En 2000, une nouvelle proposition de loi, adoptée à l’unanimité par les députés, instaure une Journée nationale à la mémoire des victimes des crimes racistes et antisémites de l'État français et d'hommage aux « Justes » de France mais abandonne la création d’un titre de « Juste de France » décerné par la République française.
Sont donc désignées Justes de France les personnes ayant reçu le titre de « Juste parmi les nations », délivré par la commission israélienne de Yad Vashem aux protecteurs des seuls Juifs (et non à ceux des autres victimes de persécutions raciales, comme les Tsiganes) et qui ont agi en France.
Néanmoins, les Français ayant secouru des Juifs pendant la Seconde Guerre mondiale et restés des « Justes » anonymes sont honorés comme les « Justes parmi les nations » par une inscription dans la crypte du Panthéon de Paris, en tant que Justes de France.

### Hommage aux Justes de France
Un monument des « Justes parmi les nations » de France a été inauguré par le président de la République française Jacques Chirac le 2 novembre 1997 dans la clairière des Justes de la forêt domaniale du Château de Ripaille, sur le territoire de la commune de Thonon-les-Bains en Haute-Savoie.
Le 18 janvier 2007, Jacques Chirac et Simone Veil, présidente de la Fondation pour la Mémoire de la Shoah et ancienne déportée, ont inauguré une inscription dans la crypte du Panthéon de Paris en présence de nombreuses personnalités dont le prix Nobel de la paix Elie Wiesel. Il s’agit de l'« hommage de la Nation aux Justes de France », « Justes parmi les nations » ou héros anonymes qui ont sauvé des milliers de Juifs pendant la Seconde Guerre mondiale.
Le titre de « Justes parmi les nations » a été décerné à cette date à 2 725 Français, dont 240 encore en vie. Plusieurs dossiers sont en cours d’instruction. À cette occasion, le Président de la République prononce un discours rappelant le refus de l’indifférence et de l’aveuglement face à l’attitude haineuse et revancharde du Régime de Vichy. La date du 18 janvier correspond à l’anniversaire de l’entrée des troupes soviétiques dans le camp d’Auschwitz.

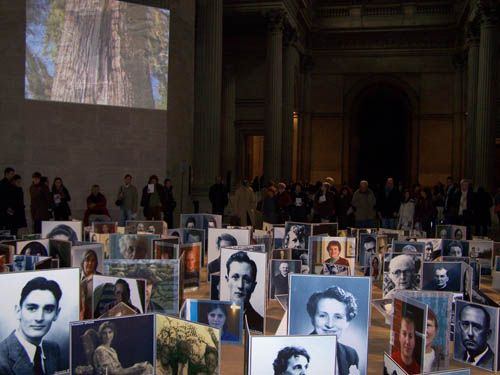
La cérémonie au Panthéon de Paris le 18 janvier 2007.

On peut lire sur le mur de la crypte le texte suivant :

« Sous la chape de haine et de nuit tombée sur la France dans les années d’occupation, des lumières, par milliers, refusèrent de s’éteindre. Nommés « Justes parmi les nations » ou restés anonymes, des femmes et des hommes, de toutes origines et de toutes conditions, ont sauvé des Juifs des persécutions antisémites et des camps d’extermination. Bravant les risques encourus, ils ont incarné l’honneur de la France, ses valeurs de justice, de tolérance et d’humanité. »

Cette cérémonie fait suite à la déclaration du 16 juillet 1995 au Vélodrome d'Hiver dans laquelle le Président Chirac disait : « La folie criminelle de l’occupant a été secondée par des Français, par l’État français », reconnaissant ainsi le rôle de l’administration française dans la déportation des Juifs en France. La cérémonie suivait aussi l’instauration en 2000 de la Journée nationale à la mémoire des victimes des crimes racistes et antisémites de l'État français et d'hommage aux « Justes » de France le 16 juillet de chaque année.

### Mémorial de la Shoah à Paris

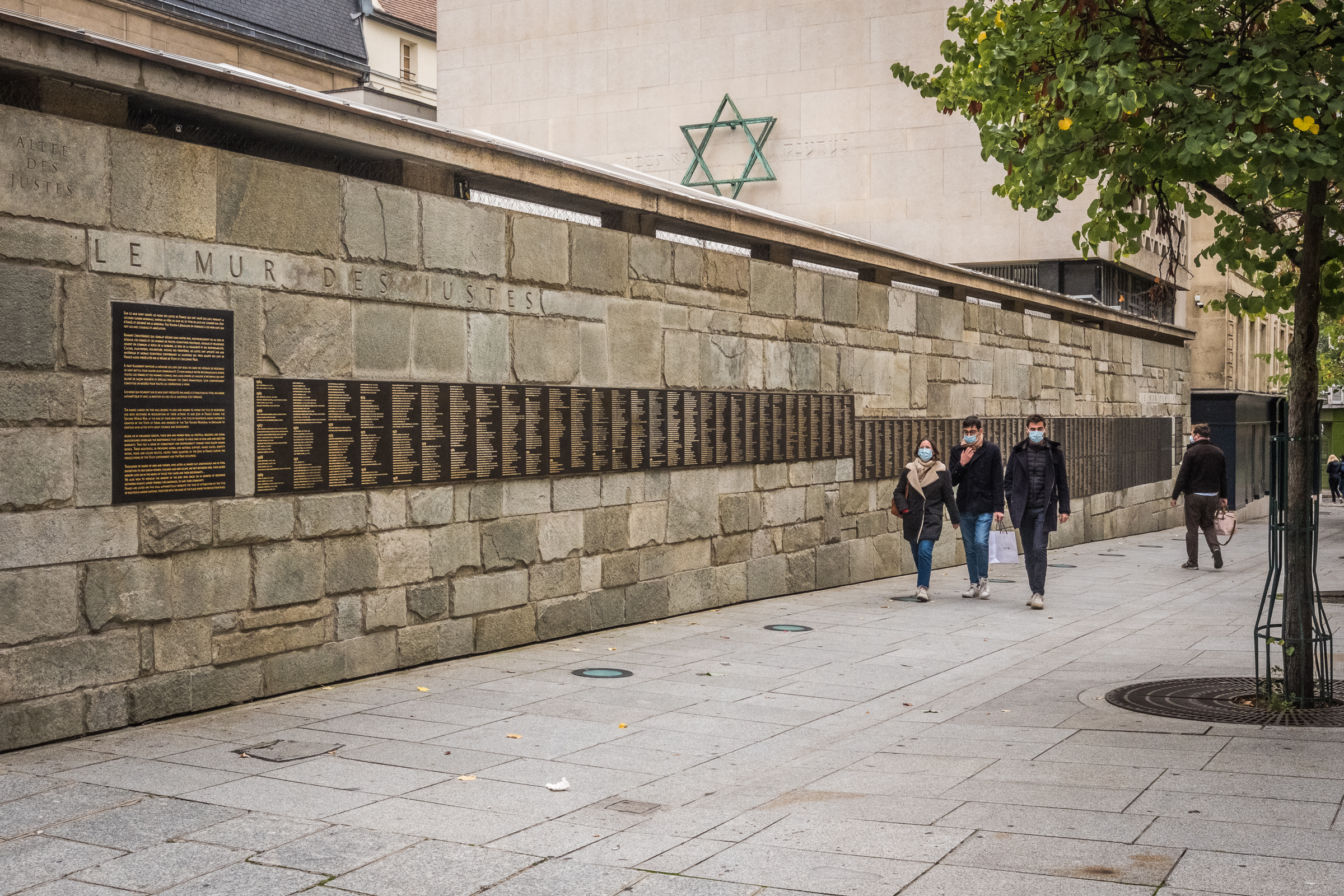
Mur des Justes, Mémorial de la Shoah à Paris.

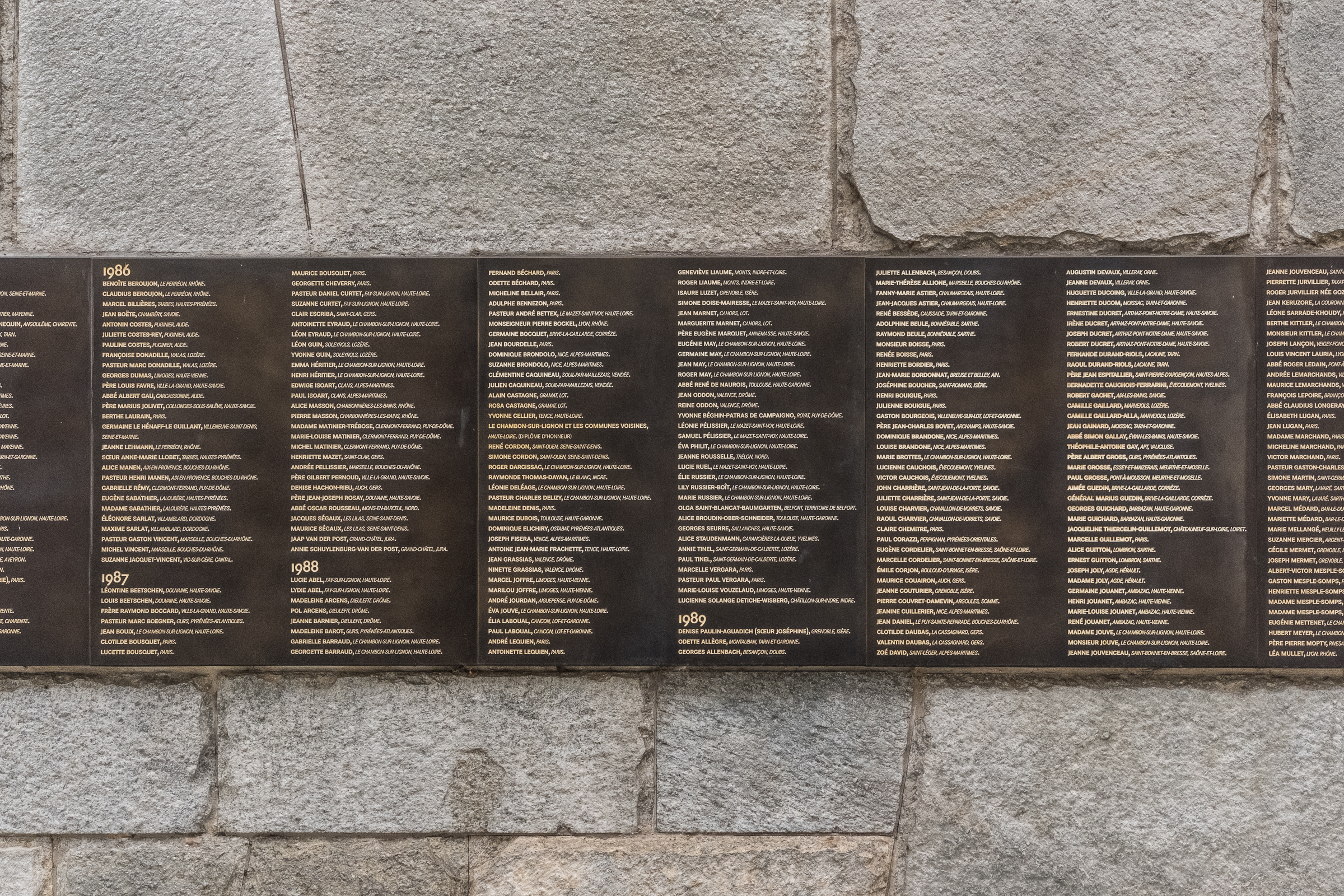
Quelques noms de Justes français sur le mur des Justes à Paris.

Le Mémorial de la Shoah est situé au 17 rue Geoffroy-l’Asnier, à Paris dans le IVe arrondissement, en plein cœur du quartier du Marais.
Il a ouvert ses portes le 27 janvier 2005 sur le site du Mémorial du martyr juif inconnu. Cette institution succède au C.D.J.C. (Centre de documentation juive contemporaine), créé dans la clandestinité à Grenoble par Isaac Schneersohn en avril 1943), et au Mémorial du martyr juif inconnu (inauguré le 30 octobre 1956), à la suite de la fusion de ces deux institutions décidée en 1997.

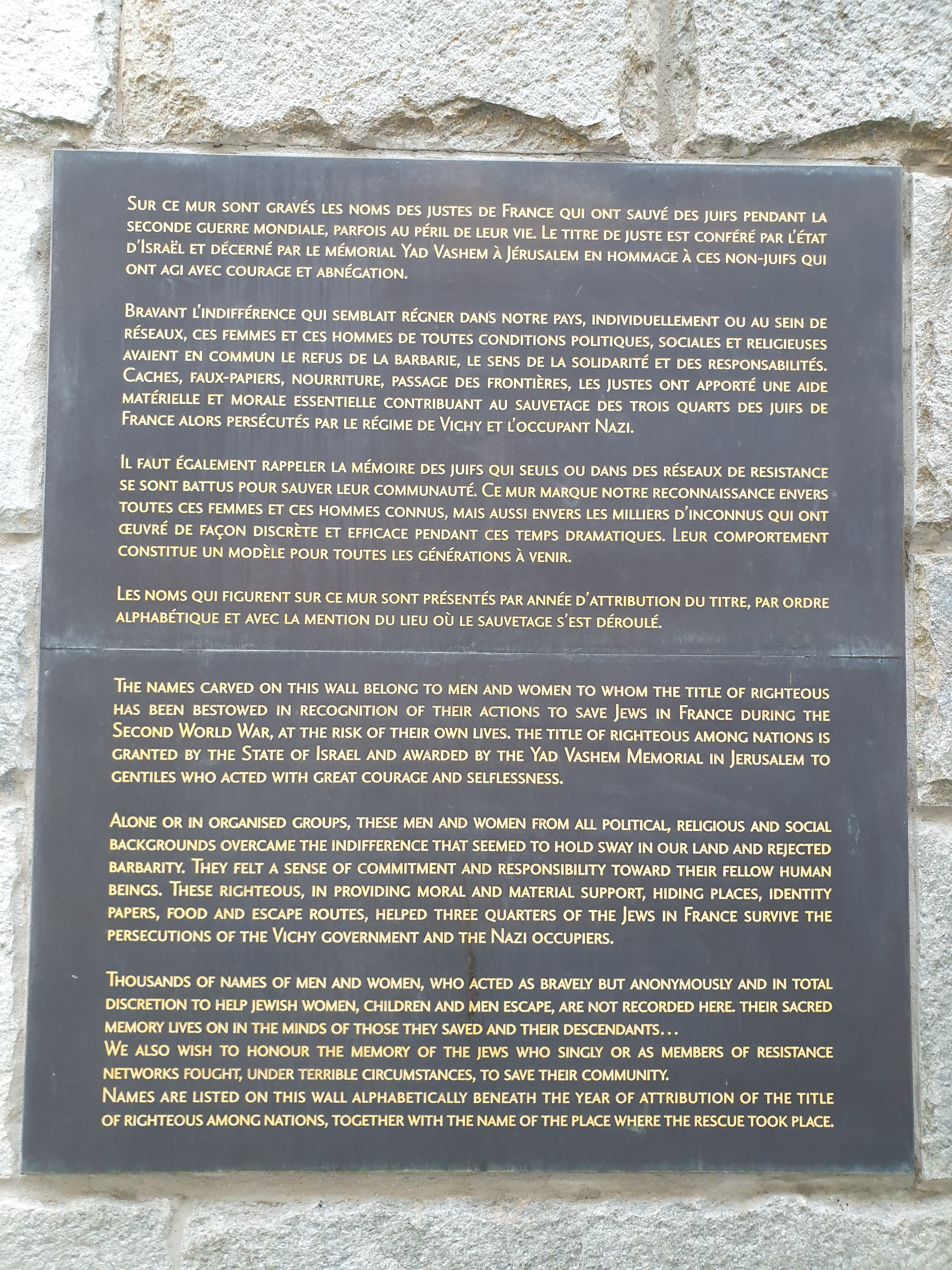
Plaque commémorative des Justes parmi les Nations, au Mémorial de la Shoah à Paris.

Le Mémorial de la Shoah, auquel la Fondation pour la Mémoire de la Shoah apporte un soutien financier permanent, a réalisé, à proximité du Mur des Noms où sont gravés les noms des 76 000 Juifs déportés de France, un « Mur des Justes », sur le mur extérieur du mémorial, en hommage à plus de 3 900 personnes reconnues « Justes parmi les nations » en France. La liste des noms est ordonnée par l'année où le titre a été décerné et par ordre alphabétique. La rue où se trouve la liste a été renommée « allée des Justes ». Ce « Mur des Justes », ainsi que l’exposition réalisée à cette occasion, ont été inaugurés le 14 juin 2006.

## Débats

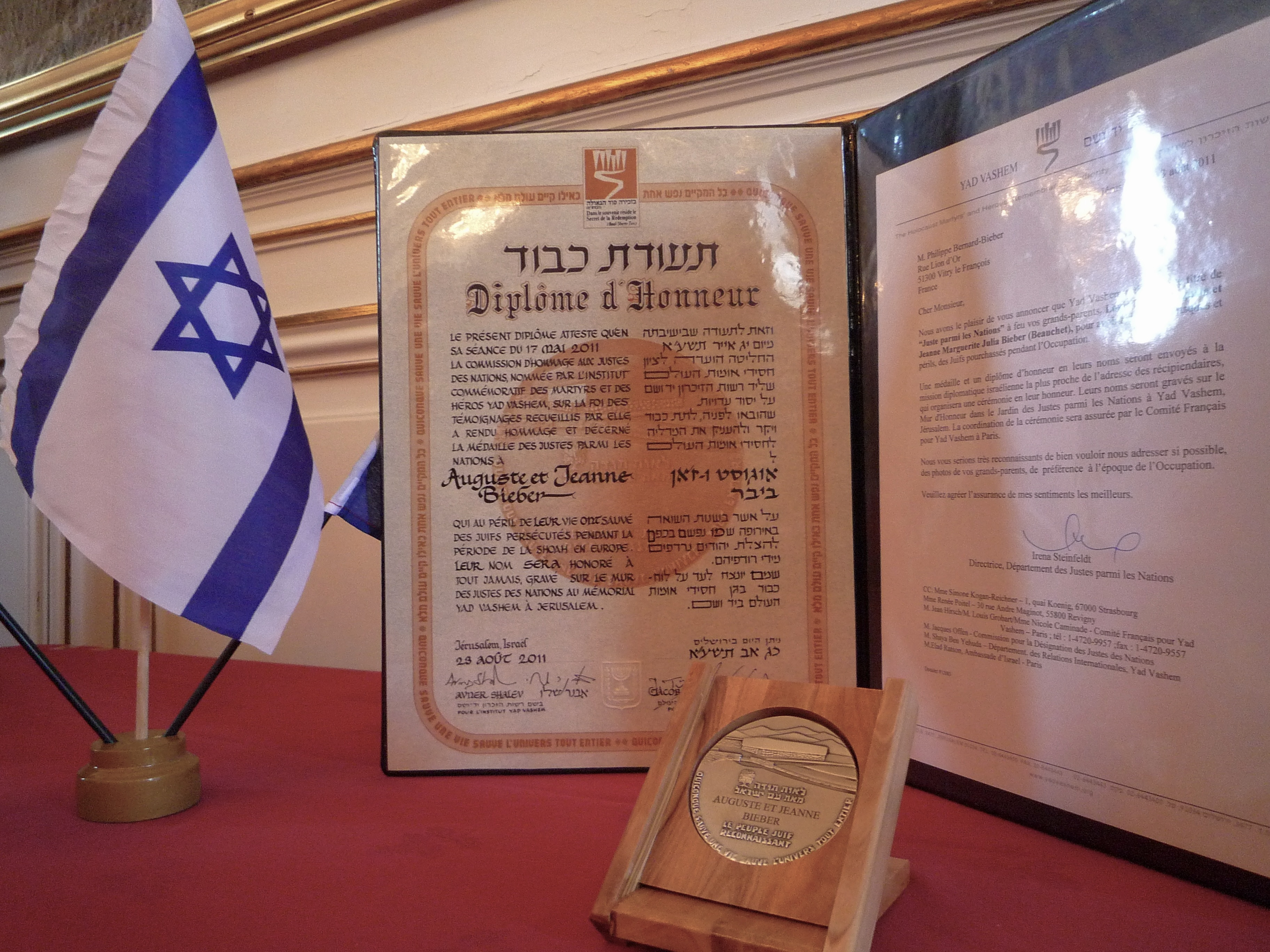
Le diplôme et la médaille de Juste parmi les nations remis par l’Institut Yad Vashem à la famille d’Auguste et Jeanne Bieber en 2012.

Certains débats ont eu lieu sur le fait de savoir si sauver des Juifs convertis au christianisme pouvait être considéré comme l’action de Justes. Les avis divergent sur cette question.
La délivrance du titre de Juste se fonde uniquement sur des témoignages de Juifs en faveur de leurs anciens sauveurs, ce qui est impossible si ce témoignage vient à manquer : ainsi, des personnes dont l'action est unanimement avérée ne peuvent être reconnues.
Des familles de Justes, comme celles du médecin égyptien Mohammed Helmy, ont refusé d'être honorées par la médaille de Juste parmi les nations au motif des relations israélo-égyptiennes et de sa délivrance par un organe israélien ; un petit-neveu d'Helmy l'a finalement acceptée hors de l'ambassade d'Israël[Laquelle ?] en 2017,,.

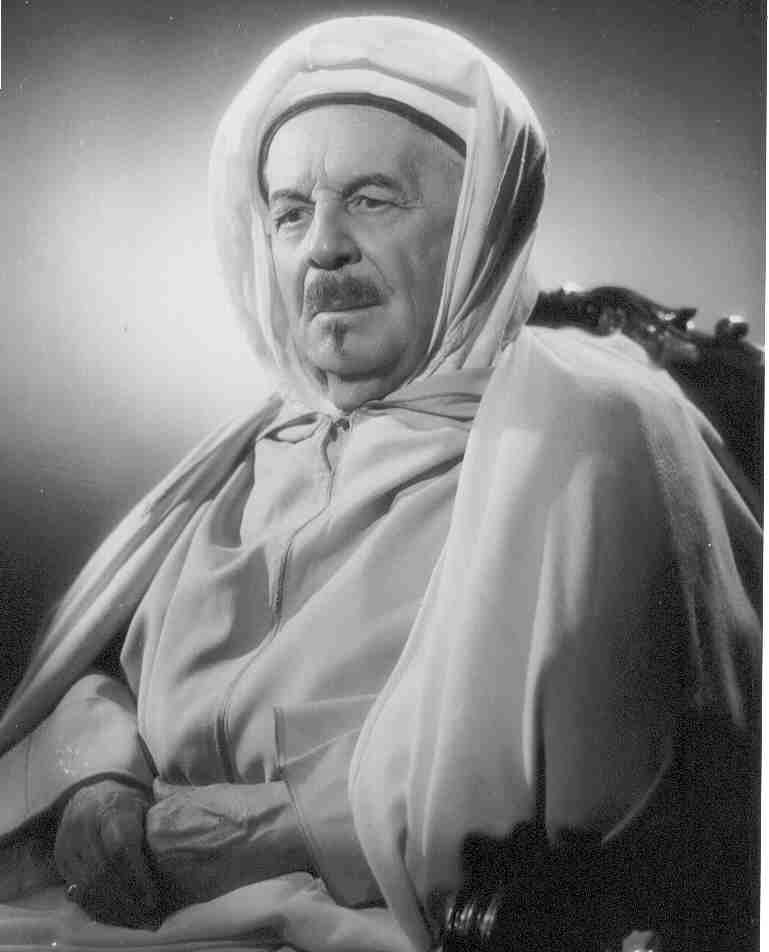
Si Kaddour Benghabrit.

La liste des récipiendaires du titre de Juste parmi les Nations s'enrichit au fil des travaux historiques. C'est un « travail en [constante] progression » comme l'indique le site du mémorial de Yad Vashem. Cependant, il existe un certain nombre de personnages historiques qui se sont distingués par leur soutien inconditionnel et décisif envers leurs compatriotes juifs durant la Seconde Guerre mondiale et dont les actes sont reconnus par les historiens mais qui ne jouissent pas encore de ce titre. Parmi ces personnages, il y a notamment des individus issus du monde musulman.
Selon El Watan, le recteur de la grande mosquée de Paris, Si Kaddour Benghabrit, fournissait sous l'Occupation de faux certificats d'identité musulmane à des Juifs vivant à Paris, notamment d'origine séfarade. La grande mosquée de Paris sauva ainsi une centaine de Juifs et construisait même de fausses pierres tombales dans le cimetière musulman de Bobigny pour attester de l'ascendance musulmane de certains Juifs. L'artiste et chanteur Salim Halali bénéficia ainsi de ce stratagème. Ismaël Ferroukhi s'inspira de cette histoire pour réaliser son film Les Hommes libres. Un appel à témoin de Juifs sauvés par la Mosquée de Paris entre 1942 et 1944 a été lancé le 3 avril 2005 pour que la médaille des Justes soit remise aux descendants de Si Kaddour Benghabrit.

## Soutien aux Justes
Des initiatives privées se font un point honneur à marquer leur gratitude aux Justes, comme l'association From the Depths, avec son projet « Silent Hero Taxi » ou l'aide apportée aux Justes nécessiteux.

## Filmographie
- Samson, film d'Andrzej Wajda, 1961.

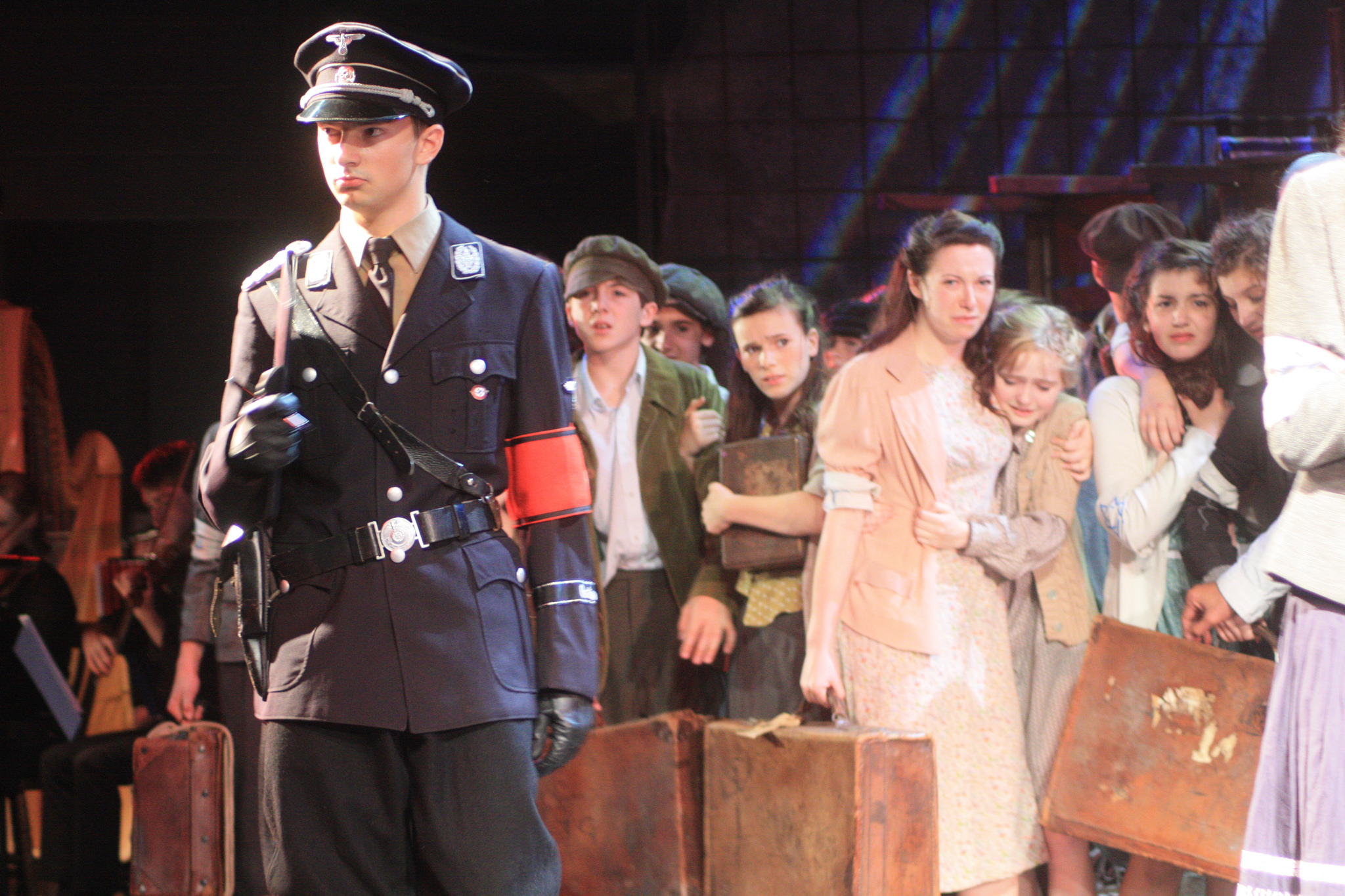
Korczak au Rose Theatre, Kingston-on-Thames, en 2011.

- Au revoir les enfants, film de Louis Malle, 1987.
- La Pourpre et le Noir, téléfilm réalisé par Jerry London produit en 1983 d’après le roman de J.P. Gallagher. Basée sur l’histoire de Monseigneur Hugh O’Flaherty, haut dignitaire du Vatican.
- Korczak d'Andrzej Wajda, 1990.
- La Liste de Schindler, film de Steven Spielberg, (1993).
- La Colline aux mille enfants, téléfilm français réalisé par Jean-Louis Lorenzi, diffusé en 1994. Varian's War, téléfilm de Lionel Chetwynd, (2001). Basé sur l'histoire de Varian Fry.
- Le Pianiste, de Roman Polanski, (2002).
- Monsieur Batignole, film de Gérard Jugnot, (2002).
- Perlasca, téléfilm italien réalisé par Alberto Negrin d’après la biographie de Giorgio Perlasca, diffusé en janvier 2002 sur la RAI.

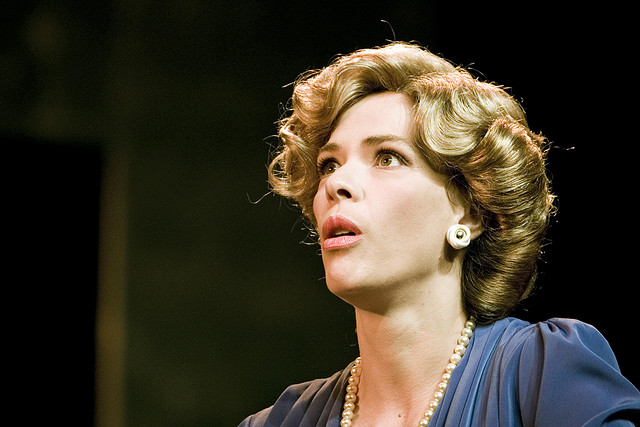
Rita Loureiro lors d'une répétition générale de la pièce Desobediência en 2007, mettant en scène la vie d'Aristides de Sousa Mendes, responsable du départ de plus de 10 000 réfugiés de France en Espagne puis au Portugal.

- Rita Loureiro lors d'une répétition générale de la pièce Desobediência en 2007, mettant en scène la vie d'Aristides de Sousa Mendes, responsable du départ de plus de 10 000 réfugiés de France en Espagne puis au Portugal.Le Temps de la désobéissance, téléfilm réalisé par Patrick Volson, diffusé en 2006.
- L’aviatore, film italien réalisé par Carlo Carlei, 2007.
- Désobéir, téléfilm français sur Aristides de Sousa Mendes réalisé par Joël Santoni, diffusé en 2009.
- Un simple maillon, film documentaire de Frédéric Dumont et Bernard Balteau dans lequel Andrée Geulen raconte comment 12 femmes du Comité de Défense des Juifs se sont organisées en Belgique occupée pour sauver des milliers d’enfants. Production Les Films de la Mémoire, RTBF, WIP.*
- La Rafle, film de Roselyne Bosch, 2010.
- The Courageous Heart of Irena Sendler, téléfilm « biopic » sur Irena Sendlerowa réalisé par John Kent Harrison, 2009.
- Les Hommes libres, film d'Ismaël Ferroukhi (2011).
- Sous la ville, film d'Agnieszka Holland sur le ghetto de Lwow sorti en France en 2012.
- Paul Grüninger, téléfilm d'Alain Gsponer basé sur l'histoire de Paul Grüninger, sorti en France en 2013[138].
- Les Justes, court métrage de Moïse Bendayan, avec Hélène Carmona, musique originale d'Hubert Evin (2015)[139]
- La Femme du gardien de zoo (The Zookeeper's Wife), film de Niki Caro, 2017, basé sur l'histoire vraie du couple Jan et Antonina Żabiński, qui ont sauvé la vie de 300 juifs pendant la Seconde Guerre mondiale en les cachant dans leur zoo à Varsovie.
- Irena's Vow (en), de Louise Archambault (2023), histoire de la jeune infirmière polonaise Irène Gut Opdyke qui a protégé plusieurs juifs à son corps défendant et a été honorée du titre en 1982.